# Apartheid israelí

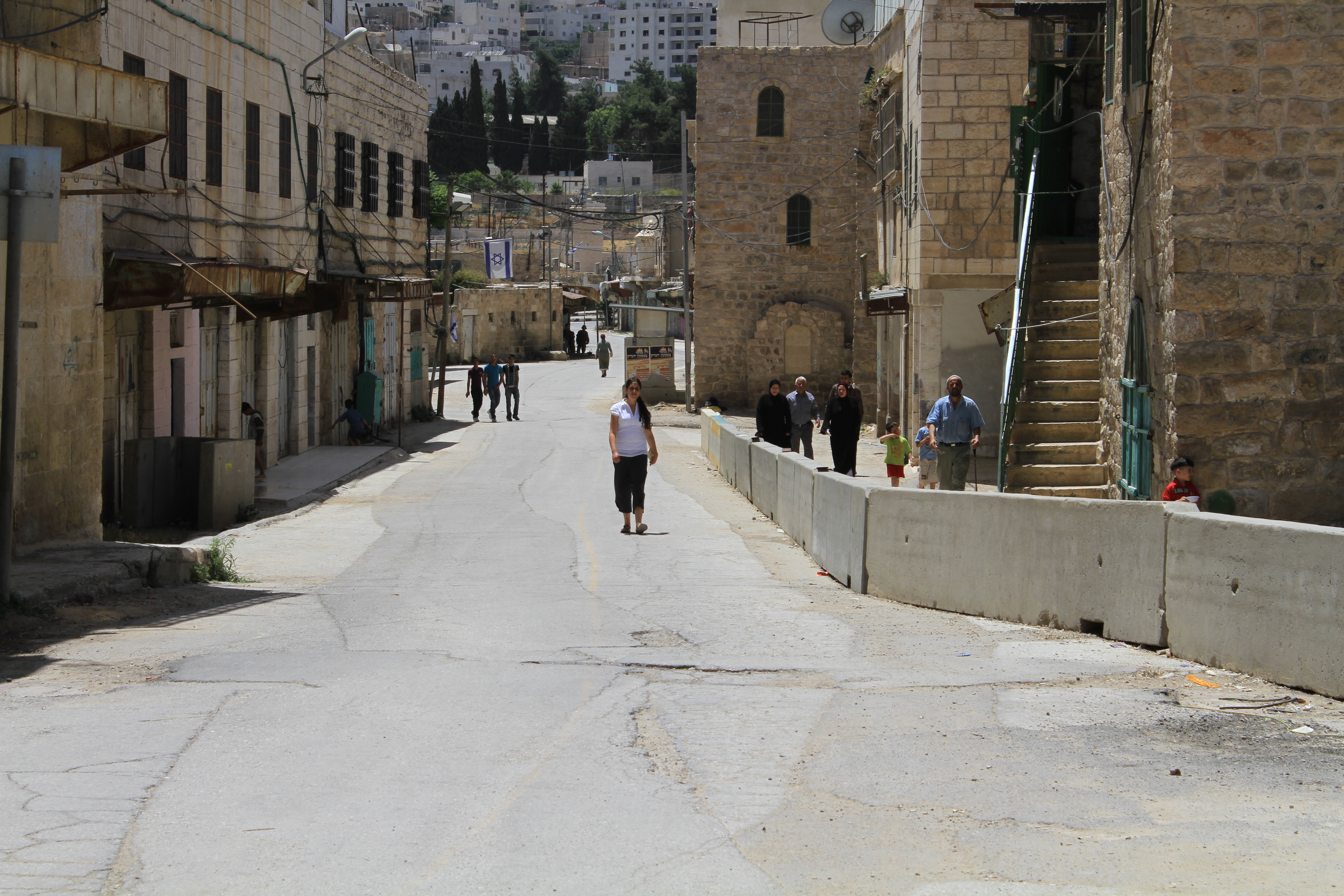
Calle Shuhada, en Hebrón, la segunda ciudad más grande de Cisjordania y la tercera más grande del Estado de Palestina. En términos del ejército israelí, se trata de una calle «esterilizada»: solo los judíos y los turistas pueden caminar por ella, mientras que los palestinos tienen prohibido el paso.

El apartheid israelí se refiere, en general, a la comparación del trato dado por Israel a los palestinos con el experimentado por los no blancos durante la era de segregación racial en Sudáfrica y, en particular, a la acusación de que Israel comete el crimen de apartheid de acuerdo con la tipificación de este delito por el derecho internacional. El Tribunal Internacional de Justicia de la ONU ha dictaminado que «las restricciones de movimiento impuestas por Israel a los palestinos, y la demolición de sus casas, constituyen actos de discriminación sistemática» que violan el artículo 3 del Comité para la Eliminación de la Discriminación Racial, relativo al crimen del apartheid.
El término ha sido usado con referencia a las prácticas del Estado de Israel por una amplia gama de expertos en derecho internacional humanitario, entre quienes existe un consenso general al respecto, así como por investigadores de las Naciones Unidas,  organizaciones internacionales de defensa de los derechos humanos como Amnistía Internacional o Human Rights Watch, organizaciones civiles israelíes como B'Tselem o Yesh Din, así como por los partidarios del movimiento «Boicot, Desinversiones y Sanciones» (BDS). Varios políticos israelíes han criticado la administración estatal y la promulgación de leyes racistas que consideran similares a las de un régimen de apartheid. Este término también ha sido usado tanto por los arquitectos del apartheid sudafricano, como Hendrik Verwoerd, como por sus máximos oponentes, como Nelson Mandela o Desmond Tutu. Cuatro de los cinco presidentes de Sudáfrica desde el fin del apartheid han calificado el trato israelí a los palestinos como tal. Por su parte, la mayoría de la población israelí cree que ya existe un régimen de apartheid en Israel, y tres de sus primeros ministros han relacionado las prácticas de su Estado con el apartheid.
Quienes afirman la existencia de apartheid sostienen que existe un «sistema de control» en la Cisjordania ocupada por Israel que comprende el sistema de identificación, los asentamientos israelíes, las carreteras separadas para los ciudadanos israelíes y palestinos alrededor de muchos de estos asentamientos, la barrera entre israelíes y palestinos en Cisjordania, la ley de casamientos excluyente, el uso de palestinos como mano de obra barata, las desigualdades en las infraestructuras, y las diferencias en los derechos legales, de acceso a la tierra, al agua, a la energía, a los servicios y a los recursos en general entre los palestinos y los residentes israelíes en los territorios ocupados por Israel. Según su punto de vista, dicho sistema se asemeja en muchos aspectos al régimen sudafricano del apartheid, y varios elementos de la ocupación de Israel constituyen formas de colonialismo y de apartheid, contrarias al derecho internacional,  dado que los habitantes de Cisjordania, la Franja de Gaza y Jerusalén Este no tienen ciudadanía israelí. Algunos autores incluyen en el concepto de apartheid el tratamiento de los ciudadanos árabes de Israel, describiendo su estatus como ciudadanía de segunda clase. Quienes así argumentan, consideran que si bien la ley israelí no hace distinción explícita entre categorías de ciudadanos, en efecto privilegia a los ciudadanos judíos y discrimina a los ciudadanos no judíos (y en especial a los árabes) del Estado, creando beneficios por el servicio en el ejército israelí, que no es obligatorio para los árabes.
Quienes no están de acuerdo con el uso del término apartheid para referirse a Israel argumentan que la comparación es inexacta y tiene la intención de deslegitimar a Israel. Con respecto a la situación dentro de Israel, los críticos de la analogía sostienen que Israel no puede ser llamado un Estado de apartheid, porque a diferencia de Sudáfrica, que consagró sus políticas de segregación racial en la ley, la ley israelí es la misma para los ciudadanos judíos y otros ciudadanos israelíes, sin distinción explícita entre raza, credo o sexo.

## Crimen deapartheid
En 1973 la Asamblea General de las Naciones Unidas adoptó la Convención Internacional sobre la Represión y el Castigo del Crimen de Apartheid (ICSPCA). El ICSPCA define el crimen del apartheid como aquellos «actos inhumanos cometidos con el fin de instituir y mantener la dominación por un grupo racial de personas sobre cualquier otro grupo racial de personas y de oprimirlo sistemáticamente».
En el artículo II esta convención detalla los actos que serán considerados constitutivos de crimen de apartheid, indicando específicamente:
- La denegación del derecho a la libertad y a la vida, sea mediante asesinato, atentados graves a la integridad física o mental o el somentimiento a torturas y tratos crueles, la detención arbitraria y la prisión ilegal.[49]
- La imposición deliberada de condiciones que puedan acarrear la destrucción de un grupo racial.[49]
- Las medidas legislativas que impidan la plena participación en la vida política, social, económica y cultural; la denegación a un grupo racial de sus derechos humanos y libertades fundamentales (al trabajo, a formar sindicatos, a la educación, a salir de país y a regresar al mismo, a la libre circulación y residencia, a la libertad de opinión y expresión, a la reunión y asociación pacífica).[49]
- Cualquier medida destinada a dividir a la población según criterios raciales, como la creación de reservas o guetos separados, la prohibición de los matrimonios mixtos entre miembros de distintos grupos raciales y la expropiación de bienes raíces.[49]
- La explotación del trabajo de los miembros de un grupo racial, especialmente mediante trabajo forzoso.[49]
- La persecución de personas que se oponen al apartheid.[49]

El Estatuto de Roma de la Corte Penal Internacional, que entró en vigor el 1 de julio de 2002, incluye en su artículo 7 el apartheid entre los crímenes de lesa humanidad y considera constitutivos de este crimen a los actos inhumanos como la tortura, el asesinato, la transferencia forzosa, la prisión o la persecución de un grupo identificable de discriminación política, racial, nacional, étnica, cultural, religiosa o de otra índole cometidos «en el contexto de un régimen institucionalizado de opresión y dominación sistemáticas de un grupo racial sobre uno o más grupos raciales y con la intención de mantener ese régimen».

## Apartheid en Palestina
Leila Farsakh, profesora asociada de Ciencias Políticas de la Universidad de Massachusetts en Boston, dijo que después de 1977 «el gobierno militar en Cisjordania y la Franja de Gaza expropió y cerró tierras palestinas y permitió la transferencia de colonos israelíes a los territorios ocupados. Señala que los colonos siguen siendo gobernados por las leyes israelíes y que se promulga un sistema militar diferente para «regular los asuntos civiles, económicos y legales de los habitantes palestinos». Añade que «muchos ven estas políticas israelíes de integración territorial y separación social como apartheid, incluso si nunca recibieron tal nombre».

### Desigualdad ante la ley

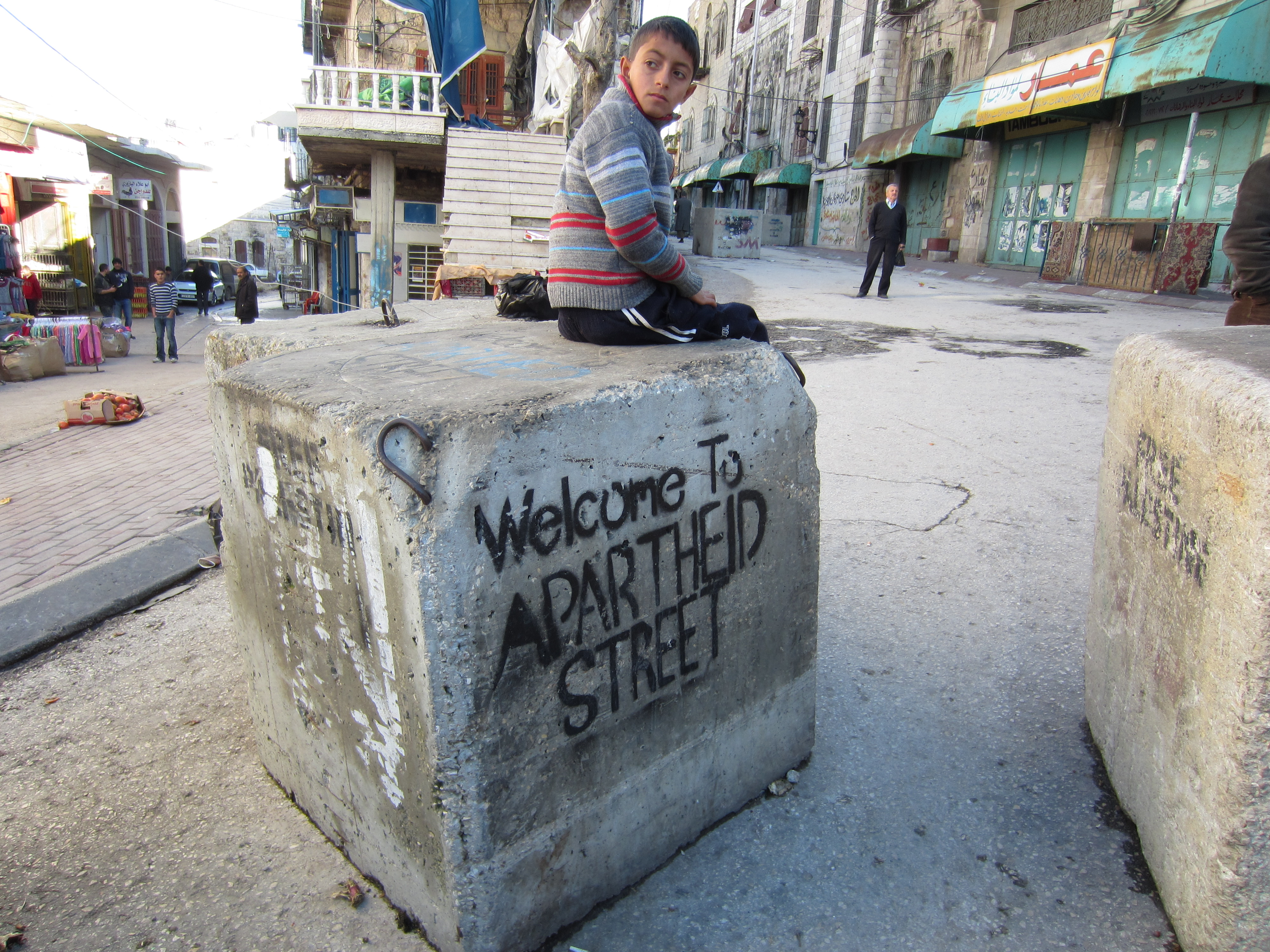
Un niño palestino sentado en un control de carretera en la calle Al-Shuhada, en la ciudad vieja de Hebrón, en la Cisjordania ocupada por Israel. Los palestinos han apodado esta calle como la «Calle del Apartheid» porque está cerrada al tráfico palestino y abierta sólo a colonos y turistas israelíes.

Uno de los principales motivos por los que se establece una relación entre las políticas de Israel con los palestinos y las de la Sudáfrica del apartheid con las poblaciones no blancas es la existencia de dos sistemas legales paralelos basados en el origen étnico de los sujetos. Mientras que a los habitantes israelíes de Cisjordania se les aplica la ley civil israelí, a los habitantes palestinos se les aplica la ley militar (que se basa en un compendio de leyes otomanas, británicas, jordanas e israelíes). La extensión de la ley civil israelí a los colonos israelíes de Cisjordania es ilegal en tanto representa un caso de aplicación extraterritorial de la ley: Israel aplica su propia ley más allá de sus fronteras. Desde el comienzo de la ocupación israelí en 1967 hasta 2013, entre 750.000 y 800.000 palestinos han sido procesados y encarcelados por tribunales militares israelíes.
La aplicación de distintos cuerpos jurídicos a distintos grupos étnicos supone que los israelíes gozan de muchos más derechos que los palestinos en un mismo territorio, Cisjordania. Por ejemplo, en lo referente al derecho penal, un menor israelí puede estar detenido un máximo de 48 horas sin ver a su abogado, mientras que un menor palestino puede estarlo 90 días. De igual manera, el periodo máximo de detención sin cargos es de 40 días para los menores israelíes y de 150 días para los palestinos. El periodo máximo entre la presentación de cargos y el final del juicio es de 6 meses para los menores israelíes y de un año para los palestinos. Los menores de edad israelíes no pueden ser interrogados por la noche, mientras que los palestinos sí. Los menores israelíes tienen derecho a la presencia de sus padres en el interrogatorio, mientras que los menores palestinos carecen de este derecho. Mientras que los menores israelíes pueden consultar a un abogado antes del interrogatorio, los menores palestinos tienen limitado este derecho. Los adolescentes israelíes entre 12 y 13 años pueden ser detenidos un máximo de 12 horas antes de ser llevados ante un juez; este plazo se amplía a 24 horas para los palestinos de la misma edad. En cuanto a los menores de edad entre 14 y 17 años, este plazo es de 24 horas para los israelíes, en contraste con las 48-96 horas en el caso de los palestinos. La casa de un colono israelí en Cisjordania solo puede ser investigada por el ejército o la policía si se cuenta con una orden judicial, mientras que la búsqueda de una casa palestina no requiere de dicha orden y cualquier oficial israelí puede entrar en dicha casa en cualquier momento. Un colono israelí solo puede ser cacheado por la policía o el ejército mediante una orden judicial o durante una búsqueda en su casa o un arresto, mientras que un palestino puede ser cacheado siempre que el soldado o policía piense que es sospechoso de llevar algo ilegal. El 22 de noviembre de 2024, el ministro de Defensa israelí anunció que ya no se aplicaría la detención administrativa (una medida que permite el encarcelamiento por tiempo ilimitado y sin juicio) a colonos israelíes, dejándola exclusivamente para palestinos. Para esas fechas, un total de 3432 presos palestinos estaban sujetos a esta medida. En julio de 2025, un grupo de colonos atacó la localidad palestina de Kfar Malik, quemando viviendas y casas. Cuando el ejército israelí llegó a la zona, se enfrentó con la población local palestina, matando a tres personas e hiriendo a siete más. Dos días más tarde, un grupo de colonos atacó a un pelotón de soldados israelíes en esa misma localidad y los soldados se defendieron disparando al aire. El ministro de Finanzas israelí, Bezalel Smotrich, recordó que «está prohibido el uso de munición real contra judíos». Ese mismo mes, un colono israelí llamado Yinon Levi asesinó de un disparo a un activista palestino en una aldea de Masafer Yatta. Dado que Levi estaba sujeto a la ley civil israelí, solo estuvo detenido 24 horas y fue posteriormente enviado a su casa bajo arresto domiciliario. En contraste, catorce palestinos fueron detenidos ese mismo día en dicho incidente, y todos fueron encarcelados.

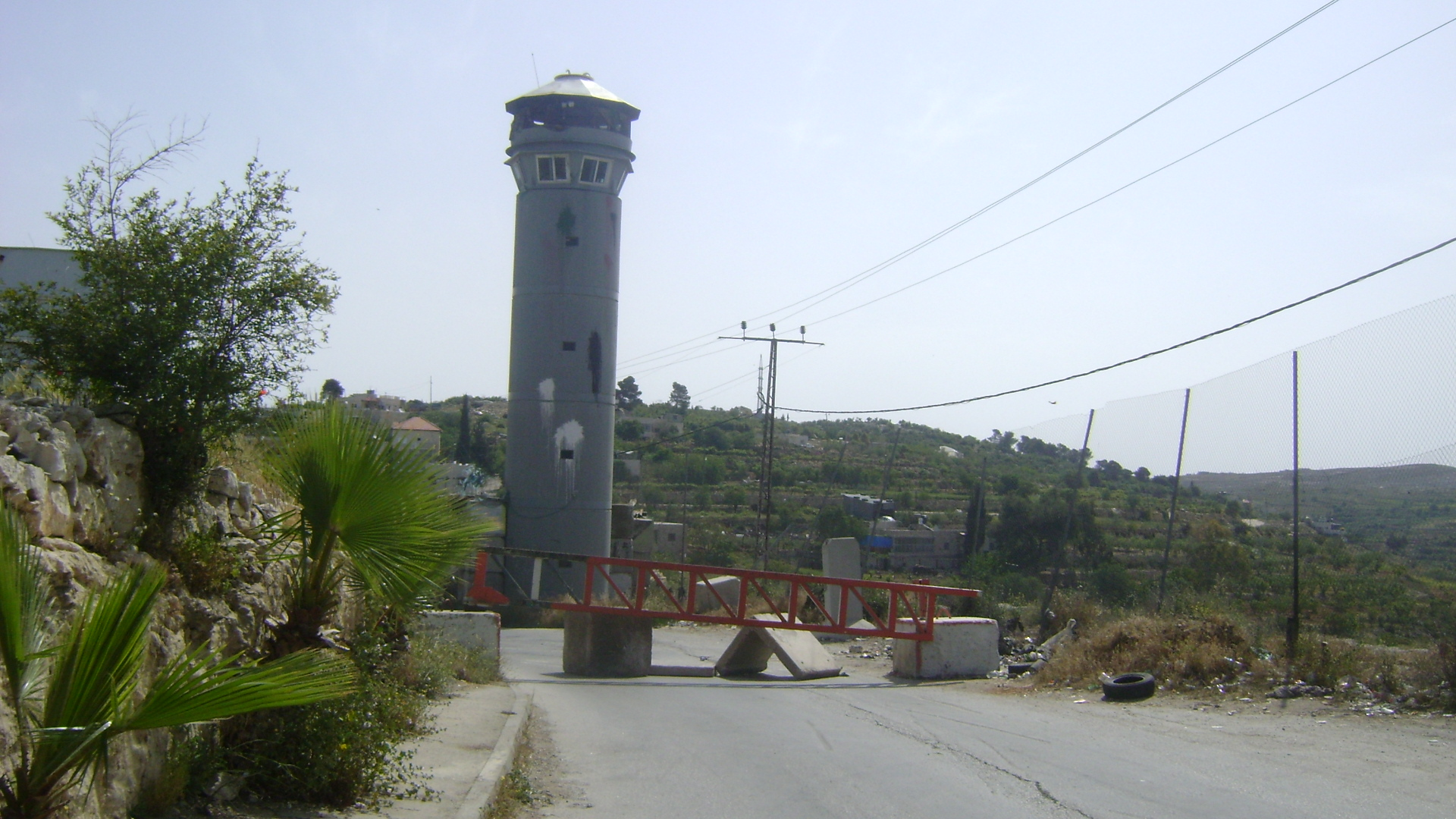
Barrera israelí en la carretera de entrada a Beit Ommar, Cisjordania.

También el código de circulación es distinto para israelíes y palestinos, discriminando a estos últimos tanto en el tipo y extensión de las regulaciones como en la severidad de las penas. La libertad de expresión es «virtualmente inexistente» en el caso de los palestinos. La ley militar israelí define las manifestaciones (e incluso las vigilias) de palestinos en Cisjordania como «asambleas ilegales» y las fuerzas israelíes las disuelven violentamente casi en su totalidad, mientras que su actitud con respecto a las manifestaciones de israelíes en ese mismo territorio les reconoce un amplio derecho de expresión y protesta.
En cuanto a las leyes urbanísticas, el desarrollo de los asentamientos israelíes está financiado por el Estado y los colonos israelíes son parte activa de los planes de desarrollo. Por el contrario, la construcción está prácticamente prohibida para cualquier comunidad palestina ubicada en la misma zona —la denominada Área C— que los asentamientos israelíes. Los palestinos no tienen influencia alguna en los planes de desarrollo que afectan a sus comunidades. La normativa que regula la demolición de viviendas construidas sin permiso es muchísimo más estricta para los palestinos que para los israelíes. Por ejemplo, en el año 2024, las autoridades israelíes asfaltaron 114 kilómetros de carreteras y aprobaron la construcción de 9884 nuevas viviendas para colonos judíos, mientras que rechazaron absolutamente todos los permisos de construcción para palestinos y rechazaron 137 de las 138 apelaciones contra estos rechazos.
La libertad de movimiento en Cisjordania también depende en gran medida del origen étnico-nacional de sus habitantes. Los colonos israelíes que viven en Cisjordania tienen una casi completa libertad de movimiento por toda esta región, mientras que sus vecinos palestinos están sujetos a una estricta restricción de esta libertad de movimiento, aplicada a través de puestos de control, cortes de carreteras, sellados de ciudades, prohibiciones de movimiento y del muro de separación. Además, la libertad de movimiento entre Cisjordania y la Franja de Gaza es prácticamente nula, y los palestinos de ambas regiones tienen prohibido acceder a Jerusalén Este, algo que sí está permitido para sus vecinos israelíes.

### Dureza penal

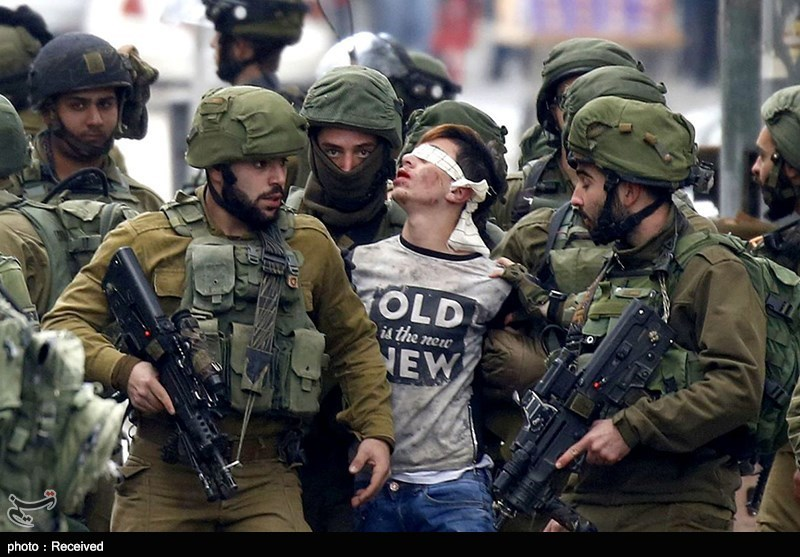
Adolescente palestino capturado con violencia por miembros del ejército israelí.

En 2007, el Comité de la ONU para la Eliminación de la Discriminación Racial denunció que los palestinos y los colonos israelíes en los territorios ocupados están sujetos a leyes penales diferentes, lo que lleva a detenciones más prolongadas y castigos más severos para los palestinos que para los israelíes por los mismos delitos. Amnistía Internacional informó que en Cisjordania, los colonos y soldados israelíes que cometen abusos contra los palestinos, incluidos homicidios ilegítimos, disfrutan de «impunidad» de castigo y rara vez son procesados, pero los palestinos detenidos por las fuerzas de seguridad israelíes pueden ser encarcelados por períodos prolongados, y los informes sobre torturas y otros malos tratos no se investigan de manera creíble. Por ejemplo, el ejército israelí practica una política de mano dura con aquellos palestinos que arrojan piedras a las fuerzas israelíes o a los colonos, a quienes a menudo responden con fuego real que causa numerosas muertes. En cambio, esta política no se aplica hacia los colonos que arrojan piedras a palestinos o al propio ejército israelí. En julio de 2019, el ministro de Transportes de Israel, el ultraderechista Bezalel Smotrich, defendió esta diferenciación legal argumentando que «no hay comparación entre un hermano y un enemigo. (...) Yo trato a mis hermanos de una manera diferente, incluso si son duros criminales».
Dugard ha comparado el encarcelamiento israelí de palestinos con las políticas de la Sudáfrica de la era del apartheid, diciendo: «La policía de seguridad del apartheid practicaba la tortura a gran escala. También lo hacen las fuerzas de seguridad israelíes. Había muchos prisioneros políticos en la isla Robben, pero hay más presos políticos palestinos en cárceles israelíes».

### Confiscación de tierras e infraestructura
Leila Farsakh, profesora asociada de Ciencias Políticas de la Universidad de Massachusetts en Boston, afirma que después de 1977, «el gobierno militar en Cisjordania y la Franja de Gaza expropió y cerró tierras palestinas y permitió la transferencia de los colonos israelíes a los territorios ocupados: continuaron gobernados por las leyes israelíes y el gobierno promulgó diferentes leyes y decretos militares para regular los asuntos civiles, económicos y jurídicos de los habitantes palestinos, que ahogaron la economía palestina y aumentaron su dependencia y la integración en Israel». Farsakh califica estas prácticas de apartheid, aunque en ocasiones no se le de este nombre.
Henry Siegman, exdirector del Congreso Judío Americano, ha declarado que la red de asentamientos en Cisjordania ha creado un «proyecto colonial irreversible» encaminado a excluir la posibilidad de un Estado palestino viable. Según Siegman, Israel ha cambiado el título de «la única democracia en Oriente Medio por el del único régimen de apartheid en el mundo occidental». Siegman sostiene que la negación tanto de la autodeterminación como de la ciudadanía israelí a los palestinos equivale a una «doble deslegitimación», que cuando se basa en la etnicidad equivale al racismo. Siegman continúa afirmando que reservar la democracia a los ciudadanos privilegiados y mantener a los demás «detrás de los puestos de control y cercas de alambre de púas» es lo opuesto a la democracia.
El ex Relator Especial de las Naciones Unidas, el profesor sudafricano de derecho internacional John Dugard, comparó la confiscación de tierras palestinas y la destrucción de hogares palestinos a políticas similares de la era del apartheid en Sudáfrica.

### Restricción de viajes y movimiento
Los palestinos que viven en Cisjordania no tienen ciudadanía israelí ni derechos de voto en Israel, pero están sujetos a restricciones de movimiento por parte del gobierno israelí. Israel ha creado caminos y puestos de control en Cisjordania con el propósito declarado de evitar el libre movimiento de terroristas suicidas y militantes insurgentes en la zona. La ONG israelí de derechos humanos B'Tselem ha indicado que tales políticas han aislado a algunas comunidades palestinas e indican que el régimen vial israelí «basado en el principio de separación por discriminación, tiene similitudes con el régimen racista de apartheid que existía en Sudáfrica hasta 1994». La Corte Internacional de Justicia declaró que los derechos fundamentales de la población palestina de los territorios ocupados están garantizados por el Pacto Internacional de Derechos Civiles y Políticos y que Israel no puede negárselos por razones de seguridad. El embajador de Israel en Estados Unidos, Michael Oren,  escribió en un artículo de opinión en el periódico estadounidense Los Angeles Times que nada de esto se asemeja al apartheid, ya que «la gran mayoría de los colonos y palestinos optan por vivir separados por diferencias culturales y históricas, no por la segregación, aunque miles de ellos trabajan juntos. Las carreteras fueron separadas debido a los ataques terroristas, no para segregar a los palestinos, sino para salvar vidas judías, y los caminos israelíes son usados tanto por judíos israelíes como por árabes».
El sistema de permisos y cierres de pasos de control fue introducido en 1990. Leila Farsakh sostiene que este sistema impone a los palestinos condiciones similares a las que enfrentaban los negros sudafricanos bajo las leyes de aprobación: «En respuesta a la intifada de al-Aqsa, Israel modificó el sistema de permisos y fragmentó a la WBGS (Cisjordania y Franja de Gaza) territorialmente». En abril de 2002, Israel declaró que los territorios palestinos ocupados serían divididos en ocho áreas principales, fuera de las cuales los palestinos no podrían vivir sin permiso.
John Dugard ha dicho que estas leyes «se asemejan, pero en la severidad van mucho más allá, al sistema de pases del apartheid». La ONG israelí B'Tselem escribió en 2004: «Los palestinos tienen prohibido o restringido el acceso a 724 km de carreteras de Cisjordania, un sistema con claras similitudes con el antiguo régimen de apartheid de Sudáfrica».
En octubre de 2005, las Fuerzas de Defensa de Israel prohibieron a los palestinos conducir por la carretera 60 como parte de un plan para una red de carreteras separadas para los palestinos e israelíes en Cisjordania. Esta carretera había sido sellada después de la muerte de tres colonos tiroteados cerca de Belén. En 2005, los coches palestinos no podrían circular por esta carretera, aunque sí el transporte público palestino. B'Tselem lo describe como un primer paso hacia el «apartheid total» de carreteras. En 2011, el general de división Nitzan Alon abolió los sistemas de transporte separados en Cisjordania, permitiendo a los palestinos viajar junto a los israelíes. Los colonos han protestado contra esta medida, pues sostienen que la presencia de palestinos podría ser un problema de seguridad. Algunas mujeres mencionaron el acoso sexual como un problema («¿Qué padre permitiría a su hija viajar en un autobús lleno de árabes?», reflexionó un entrevistado). Más tarde se reveló que solo una queja de acoso sexual fue presentada a la policía y que parte de las «pruebas» fueron fabricadas por miembros de la organización de derechas Ad Khan.
Esta orden del ejército israelí fue suprimida por el ministro de Defensa Moshe Ya'alon, quien, en respuesta a la presión de los grupos de colonos, emitió una directiva, operativa a partir de diciembre de 2014, que negaba el paso de los palestinos a los autobuses israelíes que circulan por Cisjordania. En cambio, los pasajeros palestinos se verían restringidos a una ruta lejos de los asentamientos y a través del puesto de control de Eyal, cerca de Qalqilya. La medida afecta a los palestinos que viajan a Ariel en la Carretera Trans-Samaria. Se adujo que la decisión se había adoptado por razones de seguridad aunque, según lo que algunos funcionarios militares declararon a Haaretz, el uso palestino de dicho transporte no plantea ninguna amenaza a la seguridad. La ministra de Justicia Tzipi Livni pidió al fiscal israelí Yehuda Weinstein que examinara la legalidad de la prohibición y Weinstein inmediatamente exigió que Ya'alon explicara su decisión. Fuentes de seguridad israelíes adujeron que la decisión no tenía nada que ver con los autobuses públicos y dijeron que el objetivo era supervisar la entrada y la salida del territorio israelí, disminuyendo así la posibilidad de ataques terroristas dentro de Israel. Los críticos de la izquierda tacharon esta política, que haría muy difícil el uso de autobuses israelíes para los palestinos, de equivalente al apartheid, además de algo que haría de Israel un estado paria.
De acuerdo con los planes establecidos por las Fuerzas de Defensa de Israel para implementar el fallo del Tribunal Superior de Justicia, el uso palestino de la carretera 443 es limitado. En marzo de 2013, la compañía israelí de autobuses Afikim anunció que a partir del 4 de marzo de 2013 operaría sus líneas de autobuses de forma separada para judíos y árabes en los territorios ocupados.
Mustafa Barghouti, legislador y excandidato a la presidencia palestina, dijo que «apartheid» era la única palabra para describir la creación de carreteras separadas por Israel para los palestinos, su discriminación en la asignación de agua, la construcción de asentamientos en curso y las diferencias en los ingresos per cápita entre israelíes (judíos y no judíos) y palestinos. También afirmó que el proceso de paz patrocinado por Estados Unidos dio tiempo a Israel para «continuar construyendo asentamientos, para continuar teniendo los puntos de control y restricciones, para continuar creando este sistema de apartheid».
La Asociación para los Derechos Civiles en Israel concluyó en 2008 que una red de carreteras segregadas en Cisjordania, la expansión de los asentamientos judíos, la restricción del crecimiento de las ciudades palestinas y la concesión discriminatoria de servicios, presupuestos y acceso a los recursos naturales violan «el principio de igualdad y en muchos aspectos recuerdan al régimen del Apartheid en Sudáfrica». El grupo revirtió su anterior reticencia a usar la comparación con Sudáfrica porque «las cosas están empeorando en lugar de mejorar», según la portavoz Melanie Takefman. El periodista judío estadounidense Nathan Thrall explicó en su libro Un día en la vida de Abed Salama, ganador del premio Pulitzer en 2024 a la mejor obra de no ficción, que las propias autoridades israelíes denominan a las vías por las que solo pueden circular los judíos «carreteras del apartheid», aunque únicamente en documentos internos.

### Barrera de Cisjordania

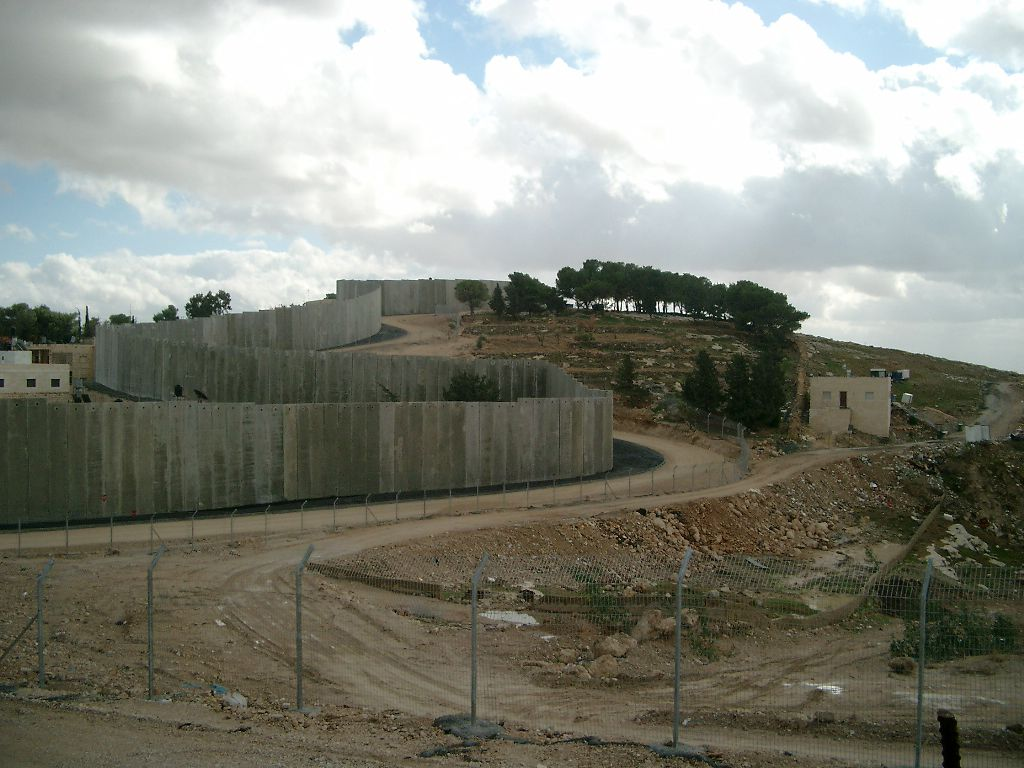
A la barrera se ha llamado un "muro del apartheid" por la red de ONGs medioambientales palestinas. Funcionarios israelíes describen la barrera, construida en 2002, como una valla de seguridad, limitando la capacidad de los grupos terroristas palestinos de entrar en Israel y dificultarles la realización de atentados suicidas. Sin embargo, la barrera se extiende para allá de la línea verde, separando asentamientos judíos del resto de los territorios ocupados.

En 2003, un año después de la Operación Escudo Defensivo, el gobierno israelí anunció un proyecto de «cercas y otros obstáculos físicos» para impedir que los palestinos cruzaran a Israel. Numerosas personalidades, entre ellas Mohammad Sarwar, John Pilger, Mustafa Barghouti, han descrito la barrera resultante de Cisjordania como un «muro del apartheid».
Los partidarios de la barrera de Cisjordania consideran que fue la principal responsable del descenso en ataques terroristas en un 90 % entre 2002 y 2005. Sin embargo, el descenso de este tipo de incidentes se produjo de una manera similar a ambos lados de la barrera: de los 185 civiles israelíes asesinados en Israel y los 87 muertos en Palestina en 2002 se pasó a una cifra de 104 y 25 en 2003 respectivamente, 53 y 15 en 2004 y 25 y 17 en 2005. La Corte Suprema de Israel dictaminó que la barrera es defensiva y aceptó la posición del gobierno de que la ruta se basa en consideraciones de seguridad.
La Corte Internacional de Justicia decidió en 2004 en una opinión consultiva que el muro es ilegal donde se extiende más allá de la Línea Verde y se adentra en Cisjordania. Israel discrepó sobre el fallo, pero su Tribunal Supremo ordenó posteriormente que se moviera la barrera en secciones donde se consideraba que las penurias causadas a los palestinos eran más importantes que las cuestiones de seguridad que motivaban su construcción.

### Desahucios en Jerusalén Este
Otra de las cuestiones que se han vinculado frecuentemente con el apartheid israelí es la política de desahucios de los habitantes palestinos de Jerusalén Este.
En 1947, poco antes de que desapareciese el Mandato británico de Palestina, la ONU aprobó un plan de partición de Palestina que establecía dos Estados, uno árabe y otro judío, y que declaraba a Jerusalén como un corpus separatum en el que también se incluía la localidad de Belén. Sin embargo, la guerra civil existente y el estallido de la guerra árabe-israelí de 1948 impidieron que el plan se llevase a cabo. Numerosos habitantes palestinos de Jerusalén Oeste tuvieron que abandonar sus hogares y refugiarse al este de la ciudad, en la zona controlada por Jordania, de una manera análoga a como muchos habitantes judíos de Jerusalén Este tuvieron que huir hacia el oeste de la ciudad, bajo control israelí. De esta manera, la zona occidental de la ciudad estuvo bajo manos israelíes y la oriental bajo manos jordanas de 1948 a 1967. Ese año, en la guerra de los Seis Días, Israel conquistó y ocupó militarmente Jerusalén Este, entre otros territorios, situación que se ha prolongado hasta nuestros días.
Una ley israelí permite a los habitantes judíos que tuvieron que huir de Jerusalén Este reclamar ante los tribunales la propiedad de las viviendas que perdieron por la guerra de 1948. Sin embargo, esa misma ley prohíbe que los habitantes palestinos originarios de Jerusalén Oeste acudan a esos mismos tribunales para recuperar sus casas. De esta manera, barrios palestinos de Jerusalén Este como Sheij Yarrah o Silwan están experimentando un continuo proceso de desahucios de sus habitantes palestinos por dictamen judicial.
En palabras de Amiel Vardi, profesor de la Universidad Hebrea de Jerusalén, «el hecho indudable es que los colonos que reclaman derechos de propiedad anteriores a 1948 consiguen lo que quieren en Jerusalén Este. Sin embargo, los títulos de propiedad de los palestinos sobre inmuebles en Jerusalén Oeste, que son mucho más fiables, no les sirven para nada. Los derechos de los israelíes son protegidos. Los palestinos, simplemente, no tienen derechos».

### Desigual acceso al agua
El Banco Mundial reveló en 2009 que los asentamientos israelíes en Cisjordania (que representan apenas el 15 % de la población de Cisjordania) tienen acceso a más del 80 % de sus recursos de agua dulce, a pesar de que los Acuerdos de Oslo requieren una administración "conjunta" de dichos recursos. Esto ha creado, según el Banco Mundial, «una verdadera escasez de agua» para los palestinos.
Algunos investigadores enfatizan la idea del acceso al agua como herramienta política de dominación, y denominan las prácticas de inequidad en la distribución del agua como «apartheid hídrico».
En enero de 2012, la Comisión de Asuntos Exteriores del Parlamento francés publicó un informe que describía las políticas de agua de Israel en Cisjordania como «un arma que servía al nuevo apartheid». El informe señala que los 450 000 colonos israelíes utilizan más agua que los 2,3 millones de palestinos, «en contravención del derecho internacional», que los palestinos no pueden usar los acuíferos subterráneos y que Israel está destruyendo deliberadamente pozos, embalses y plantas de purificación de agua. El portavoz del Ministerio de Relaciones Exteriores de Israel, Yigal Palmor, dijo que el informe estaba «cargado con el lenguaje de la propaganda viciosa, muy alejada de cualquier crítica profesional con la que se pueda argumentar inteligentemente».

### Desigual acceso a la salud
Un estudio realizado en 2022 y publicado en 2023 investigó el sistema de salud para los palestinos de los territorios ocupados por Israel y concluyó que al menos tres políticas del Estado de Israel perjudican a los ciudadanos árabes:
- La privación de financiamiento para un sistema sanitario palestino independiente y sostenible.
- Los permanentes ataques a las infraestructura sanitaria.
- La exigencia de que los palestinos soliciten permisos para obtener asistencia sanitaria, que son frecuentemente denegados o retrasados dificultando de manera extrema el acceso a los servicios por los pacientes y sus acompañantes.

Las prácticas y modo de operación del sistema sanitario difieren sustancialmente del sistema existente para la población judía y configuran, según concluye el estudio, un «apartheid médico».

## Apartheid en Israel
Adam y Moodley escribieron que los palestinos que tienen la ciudadanía israelí están «restringidos al estatus de ciudadano de segunda clase cuando otro grupo étnico monopoliza el poder estatal» debido a las prohibiciones legales sobre el acceso a la tierra, así como a la asignación desigual de cargos públicos y gasto per cápita en educación entre «ciudadanos dominantes y minoritarios».

### Tierras
Ha habido una extensión constante de los derechos árabes israelíes para arrendar o comprar tierras anteriormente restringidas a solicitantes judíos, como las que son propiedad del Fondo Nacional Judío o de la Agencia Judía. Estos grupos, establecidos por los judíos durante el período otomano para fomentar la construcción de una comunidad judía viable en la Palestina otomana, compraron tierras, entre ellas desiertos áridos y pantanos, que podrían ser reclamados, arrendados y cultivados por judíos. Después del establecimiento del Estado de Israel, la Autoridad de Tierras de Israel supervisó la administración de estas propiedades. El 8 de marzo de 2000, la Corte Suprema de Israel dictaminó que los árabes israelíes tenían igual derecho a comprar arrendamientos a largo plazo de esas tierras, incluso dentro de comunidades y aldeas previamente exclusivamente judías. El tribunal dictaminó que el gobierno no puede asignar tierras basadas en la religión o la etnia y no puede impedir que los ciudadanos árabes vivan donde quieran: «El principio de igualdad prohíbe al Estado distinguir entre sus ciudadanos sobre la base de la religión o la nacionalidad». El juez Aharon Barak escribió «El principio también se aplica a la asignación de tierras estatales (...) El carácter judío del Estado no permite a Israel discriminar entre sus ciudadanos».
Comentando este fallo, el filósofo británico Bernard Harrison escribió en un capítulo de un libro que trata de la acusación del «apartheid israelí»: «No hay duda de que aún queda mucho por hacer pero no es un «estado de apartheid». No es meramente difícil, sino imposible, imaginar a la Corte Suprema sudafricana, bajo la dirección de Hendrik Verwoerd, por ejemplo, pronunciando una decisión análoga, porque habiendo hecho esto habría golpeado en la raíz todo el sistema de apartheid, que no era sino un sistema para separar las razas separando las áreas que se les permitía ocupar».
Yossi Paritzky, un exministro israelí, aludió al apartheid israelí en sus críticas a un proyecto de ley que prohibió a los ciudadanos no judíos de Israel comprar tierras de propiedad privada del Fondo Nacional Judío (JNF en sus siglas en inglés). El JNF ha insistido durante mucho tiempo en que sus tierras se vendan solo a los judíos, debido a que la tierra fue comprada con dinero de donantes judíos con el propósito de establecer judíos en Israel. Noam Chomsky, profesor de lingüística y activista político estadounidense, ha declarado: «si miras las leyes de la tierra y decodificas todo, lo que significa es que alrededor del noventa por ciento de la tierra dentro de Israel está reservada a lo que se denomina «pueblo de raza, religión y origen judío» (...) Eso está en el contrato entre el Estado de Israel y el Fondo Nacional Judío, que es una organización no israelí que, sin embargo, por varios arreglos burocráticos administra la tierra. (...) Todo esto está suficientemente encubierto para que nadie pueda decir: Mira, aquí hay una ley del apartheid».
En 2006, Chris McGreal de The Guardian escribió que como resultado del control del gobierno sobre la mayor parte de la tierra en Israel, la gran mayoría de la tierra en Israel no está disponible para los no judíos.
En 2007, en respuesta a una petición de 2004 presentada por Adalah, el Centro Legal para los Derechos de las Minorías Árabes en Israel, el procurador general Menachem Mazuz dictaminó que la política era discriminatoria, puesto que se ha dictaminado que el Fondo Nacional Judío debe vender tierras a no judíos, y que esto se compensará con otras tierras para que la cantidad total de tierras judías en Israel permanezca sin cambios.

### Legislación sobre los asentamientos comunitarios
En los primeros años de la década de 2000, el Knesset aprobó una legislación que permitía que los comités de admisión funcionaran en comunidades más pequeñas en Galilea y el Néguev, mientras que explícitamente prohibía la discriminación basada en religión, sexo, origen étnico, discapacidad, condición personal, edad, paternidad, orientación sexual, país de origen, opiniones políticas o afiliación política.
Los críticos, sin embargo, dicen que la ley otorga a los comités de admisión privados una amplia latitud sobre las tierras públicas, y creen que empeorará la discriminación contra la minoría árabe. Numerosas ciudades vetan la compra de viviendas por parte de ciudadanos israelíes de origen palestino bajo la excusa de «preservar el carácter judío» de la ciudad en cuestión. En Afula, el alcalde de la ciudad participó en una manifestación contra la venta de una casa a una familia de origen palestino. Dicho alcalde había prometido en la campaña electoral que mantendría Afula como una «ciudad judía pura».

### Educación

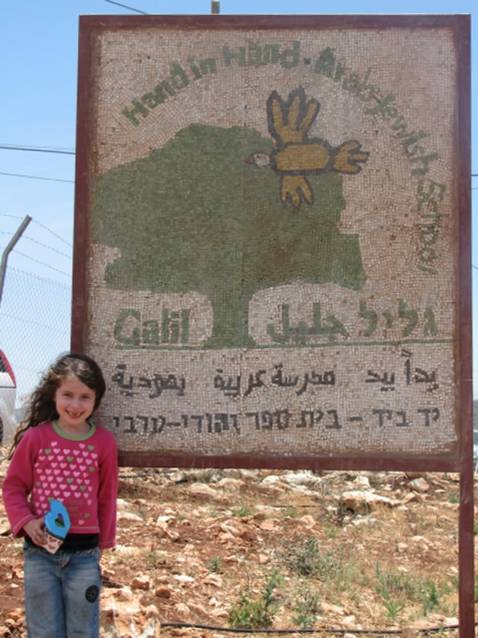
Niña delante de una escuela primaria árabe-judía en Israel. Ninguna de las ocho universidades de Israel enseña en árabe, pero sí en hebreo y en inglés.

Los sistemas educativos separados y desiguales eran una parte central del apartheid en Sudáfrica, como parte de una estrategia deliberada diseñada para limitar a los niños negros a una vida de trabajo manual. Existen algunas disparidades entre judíos y árabes en el sistema educativo de Israel, aunque no son tan significativas y la intención no tan maligna. La Ley de Derechos de los Alumnos de Israel de 2000 prohíbe a los educadores establecer diferentes derechos, obligaciones y normas disciplinarias para estudiantes de diferentes religiones. Las instituciones educativas no pueden discriminar a las minorías religiosas en las decisiones de admisión o expulsión, o cuando desarrollan planes de estudios o asignan a los estudiantes a las clases. A diferencia del apartheid de Sudáfrica, en Israel, la educación es gratuita y obligatoria para todos los ciudadanos, desde la escuela primaria hasta el final de la escuela secundaria, y el acceso a la universidad se basa en la matrícula uniforme para todos los ciudadanos.
Israel tiene escuelas de lengua hebrea y árabe, mientras que algunas escuelas son bilingües. La mayoría de los árabes estudian en árabe, mientras que un pequeño número de padres árabes eligen inscribir a sus hijos en las escuelas hebreas. Las ocho universidades de Israel usan el hebreo.
En 1992, un informe gubernamental concluyó que se asignaba casi el doble de dinero a cada niño judío que a cada alumno árabe. Del mismo modo, un informe de 2004 de Human Rights Watch identificó disparidades significativas en el gasto en educación y declaró que la discriminación contra los niños árabes afecta a todos los aspectos del sistema educativo. La tasa de aprobados de los exámenes para los alumnos árabes era aproximadamente un tercio inferior a la de sus compatriotas judíos.
En 2007, el Ministerio de Educación de Israel anunció un plan para aumentar la financiación para las escuelas en las comunidades árabes. Según un funcionario del ministerio, «Al final del proceso, mucho dinero se dirigirá a las escuelas con estudiantes de familias con bajos niveles de educación y de ingresos, principalmente en el sector árabe». El Ministerio de Educación preparó un plan quinquenal para cerrar las brechas y aumentar el número de estudiantes elegibles para la matriculación en la escuela secundaria. Sin embargo, dos años después, la diputada de origen palestino Haneen Zoabi denunciaba que la inversión estatal en escuelas árabe-israelíes era una octava parte de la inversión en escuelas judías, cuando la población árabe-israelí supone cerca de una cuarta parte de la población de Israel.
Diez años después, en marzo de 2019, el diario israelí Haaretz publicaba que las disparidades entre los distintos sistemas educativos perduraban. La financiación de las escuelas con alumnos judíos era un 30 % superior a la de las escuelas con alumnos de origen palestino. Las escuelas árabe-israelíes tenían11,3 alumnos por profesor, mientras que la media en las escuelas judías era de 8,9. Por su parte, en el caso de los institutos de educación secundaria, el número de alumnos se doblaba en los centros con alumnos de origen palestino: los institutos judíos contaban con un profesor por cada 5,2 alumnos, mientras que los árabe israelíes tenían un profesor por cada 10,4 alumnos. Esta disparidad también se manifestaba en el número de horas lectivas, que era de 76,1 por semana en el caso de las escuelas judías y 70,8 en las árabe israelíes. La comunidad judía ultraortodoxa se encontraba también desfavorecida en cuanto al número de profesores por alumno, aunque en este caso la mayoría de sus escuelas son privadas y su asignación de profesores no depende del Estado.

### Ley del retorno
La ley del retorno, una de las más importantes de la legislación israelí, se aprobó en 1950. Esta ley concede automáticamente la ciudadanía israelí a todos los judíos del mundo, independientemente del lugar en el que hayan nacido y de su vinculación con el Estado de Israel. En cambio, esta ley no se aplica a los palestinos incluso aunque cientos de miles de ellos nacieron en el territorio de lo que hoy es Israel y millones de ellos son descendientes de los refugiados que fueron expulsados o huyeron ante el empuje de las fuerzas judías durante la guerra civil del Mandato británico de Palestina y la guerra árabe-israelí de 1948, en un proceso conocido por los palestinos como la Nakba.

### Ley de ciudadanía israelí
La Knesset aprobó la Ley de Ciudadanía y Entrada en Israel en 2003 como una medida de emergencia después de que Israel hubiera sufrido su peor racha de atentados suicidas y después de que varios palestinos a quienes se les concedió residencia permanente por motivos de reunificación familiar participaron en ataques terroristas en Israel. La ley hace que los habitantes de Irán, Afganistán, Líbano, Libia, Sudán, Siria, Irak, Pakistán, Yemen y las áreas gobernadas por la Autoridad Nacional Palestina no sean elegibles para la concesión automática de la ciudadanía israelí y permisos de residencia. Esto también se aplica a cualquier ciudadano israelí, ya sea árabe o judío, pero en la práctica, la ley afecta principalmente a los palestinos que viven en las ciudades limítrofes con Cisjordania. La ley estaba destinada a ser temporal, pero desde entonces se ha extendido anualmente.
La ley fue confirmada en mayo de 2006 por el Tribunal Supremo de Israel en una votación de seis a cinco. El presidente del tribunal, Aharon Barak, se adhirió a la opinión minoritaria y declaró: «Esta violación de los derechos está dirigida contra los ciudadanos árabes de Israel. Por lo tanto, la ley es una violación del derecho a la igualdad de los ciudadanos árabes en Israel».
Heribert Adam y Kogila Moodley citan la ley del matrimonio como un ejemplo de cómo los árabes israelíes «se parecen en muchos sentidos a los sudafricanos negros e indios». Ambos autores escriben: «Tanto los palestinos israelíes como los sudafricanos negros e indios están restringidos al estatus de ciudadano de segunda clase cuando otro grupo étnico monopoliza el poder estatal, trata a las minorías como intrínsecamente sospechosas y legalmente prohíbe su acceso a la tierra o los trata diferentemente en relación a una educación per cápita entre ciudadanos dominantes y minoritarios».
En junio de 2008, después de que la ley se prorrogase otro año más, Amos Schocken, editor del diario israelí Haaretz, escribió en un artículo de opinión que la ley discrimina severamente al comparar los derechos de los jóvenes judíos israelíes y los jóvenes árabes israelíes cuando se casan entre sí y escribió que su existencia en los códigos legales convierte a Israel en un estado de apartheid.

### Ley del Registro de Población
Chris McGreal, el ex corresponsal de The Guardian en Israel, comparó la Ley de Registro de Población de Israel de 1965, que obliga a todos los residentes de Israel a registrar su nacionalidad, a la Ley de Registro de Población de la era del apartheid de Sudáfrica, que clasificó a los sudafricanos según las definiciones raciales para determinar quién podría vivir en qué tierra. Según McGreal, las tarjetas de identificación israelíes, que determinan dónde se permite que la gente viva, afectan el acceso a algunos programas de bienestar del gobierno y tienen impacto en cómo la gente es probable que sea tratada por funcionarios y policías.

### Ley sobre el «Estado judío»
El proyecto de ley sobre el «Estado judío», aprobado en julio de 2018, establece que «el derecho a la autodeterminación nacional en el Estado de Israel es exclusivo del pueblo judío». El proyecto de ley también permite el establecimiento de ciudades segregadas en las que la residencia esté restringida por religión o nacionalidad, lo que se ha comparado con la Ley de Áreas Grupales de 1950, que estableció el apartheid en Sudáfrica. Otro de los apartados de la ley establece «los asentamientos judíos como un valor nacional», sin hacer mención alguna al resto de etnias del país. Los parlamentarios de origen palestino del Knéset mostraron copias de la ley desde sus bancadas mientras gritaban la palabra «apartheid». Miembros de la oposición y otros comentaristas han advertido que el proyecto de ley establece o consolida un régimen de apartheid. Un editorial de Haaretz lo llamó «una piedra angular del apartheid».

### Matrimonios mixtos
El matrimonio civil no existe en Israel, que solo reconoce como legales aquellos celebrados con el consentimiento de las autoridades religiosas pertinentes. Israel tampoco reconoce el matrimonio entre miembros de distintas religiones, de una manera análoga a lo que sucedía en la Sudáfrica del apartheid de acuerdo con la Ley de Prohibición de Matrimonios Mixtos de 1949. Desde 2010, las autoridades israelíes reconocen la unión civil solo en el caso de que ambos cónyuges no pertenezcan a ninguna de las religiones oficiales. También se reconocen los matrimonios interreligiosos oficiados en el extranjero.

### Otras cuestiones
Como consecuencia del ataque de Hamás del 7 de octubre de 2023 y de la consiguiente guerra de Gaza, el ministro del Interior israelí Itamar Ben-Gvir adoptó una política de distribución de armas entre la población judía del país, tanto dentro como fuera de la Línea Verde, de la que quedaron excluidos los ciudadanos de origen palestino, incluso aquellos próximos a las fronteras con Palestina o con Líbano. De una manera análoga, cuando el gobierno decidió invertir en refugios antiaéreos durante la guerra, las poblaciones palestinas quedaron fuera del reparto de fondos. Durante los primeros días del programa, la ciudad judía de Hod HaSharon, de unos 50.000 habitantes, recibió seis refugios móviles, mientras que la ciudad palestina de Umm al-Fahm, con unos 60.000 habitantes, recibió un solo refugio portátil. De los 29 millones de dólares anunciados, la mitad iría a renovar los refugios ya existentes, prácticamente todos ellos en zonas judías del país. De hecho, grandes ciudades como Umm al-Fahm o Rahat carecen por completo de refugios antiaéreos, y un estudio de 2018 descubrió que apenas la mitad de los ciudadanos palestinos de Israel viven en edificios con espacios protegidos, mientras que esa cifra asciende hasta el 74% en el caso de los judíos de Israel.

## Uso del término «apartheid» para el caso israelí
Diversas personalidades, entre ellas el presidente de la Asamblea General de la ONU, Miguel D'Escoto Brockmann, la periodista Naomi Klein y el parlamentario británico Gerald Kaufman, han sugerido sanciones contra Israel conforme al modelo sudafricano para mejorar la situación. Clare Short, ministra de Ayuda Internacional en el gobierno de Tony Blair, afirmó en referencia a posibles sanciones contra Israel: «El boicot funcionó para Sudáfrica, es hora de hacerlo de nuevo».

### Por las Naciones Unidas

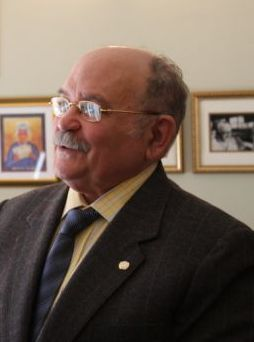
Miguel d'Escoto, presidente de la Asamblea General de las Naciones Unidas, comparó las políticas de Israel hacia los palestinos con el tratamiento de Sudáfrica contra los negros bajo el apartheid.

El 19 de julio de 2024, el Tribunal Internacional de Justicia (TIJ) de las Naciones Unidas dictaminó que las políticas israelíes en los territorios ocupados palestinos suponen un crimen de apartheid. En concreto, encontró a Israel culpable de violar el artículo 3 del Comité para la Eliminación de la Discriminación Racial, que establece que «las partes condenan especialmente la segregación racial y el apartheid y se comprometen a evitar, prohibir y erradicar todas las prácticas de este tipo en los territorios bajo su jurisdicción». Según la sentencia del TIJ, «la legislación israelí y sus medidas imponen y sirven para mantener una separación casi completa entre los colonos y las comunidades palestinas en Cisjordania y Jerusalén Este. Por este motivo, el Tribunal considera que la legislación israelí y sus medidas constituyen una violación del artículo 3 del Comité para la Eliminación de la Discriminación Racial».
El profesor sudafricano de derecho internacional y ex Relator Especial de las Naciones Unidas John Dugard describió en 2004 la situación en Cisjordania como «un régimen de apartheid (...) peor que el que existía en Sudáfrica». En 2007, antes de un informe del Consejo de Derechos Humanos de las Naciones Unidas, Dugard escribió: «Las leyes y prácticas de Israel en los Territorios Palestinos Ocupados (TPO) ciertamente se asemejan a aspectos del apartheid». Refiriéndose a las acciones de Israel en la Cisjordania ocupada, escribió: «¿Se puede negar seriamente que el propósito [...] sea establecer y mantener la dominación de un grupo racial (judíos) sobre otro grupo racial (palestinos) y oprimirlos sistemáticamente? Israel niega que esta sea su intención o propósito, pero tal intención o propósito puede deducirse de las acciones descritas en este informe». Dugard declaró que «los elementos de la ocupación israelí constituyen formas de colonialismo y de apartheid que son contrarias al derecho internacional» y sugirió que «las consecuencias legales de una ocupación prolongada con rasgos de colonialismo y apartheid» sean presentadas al Tribunal Internacional de Justicia. «Las similitudes entre la situación de los palestinos de Jerusalén Este y los negros sudafricanos son muy grandes en lo que toca a sus derechos de residencia», comentó Dugard en un artículo de The Guardian. «En Sudáfrica teníamos la vieja Ley de Agrupación por Áreas. Jerusalén Este tiene una clasificación territorial que ocasiona el mismo tipo de consecuencias que la clasificación racial en Sudáfrica en lo relativo a con quién te puedes casar, dónde puedes vivir, dónde puedes ir a la escuela o al hospital».
En 2008, el presidente de la Asamblea General de las Naciones Unidas, Miguel d'Escoto Brockmann, comparó las políticas de Israel hacia los palestinos con el tratamiento de Sudáfrica contra los negros bajo el apartheid. Brockmann enfatizó que era importante que las Naciones Unidas utilizasen este término muy cargado de significado, ya que era la propia institución la que había aprobado la Convención Internacional contra el crimen del apartheid.

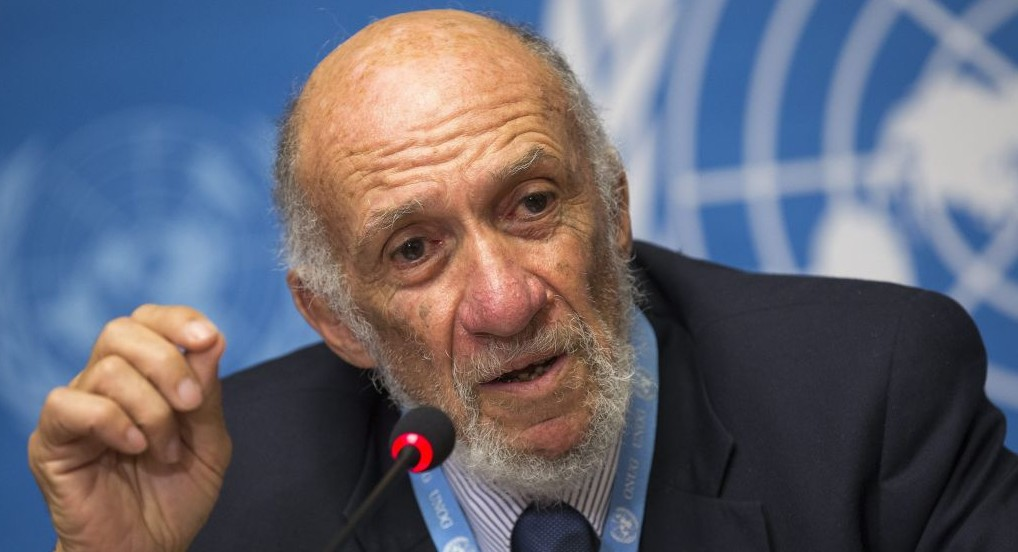
Richard A. Falk, profesor de derecho internacional en la Universidad de Princeton: "la naturaleza de la ocupación a partir de 2010 justifica las alegaciones anteriores de colonialismo y apartheid en evidencia y en la ley".

En octubre de 2010, el profesor estadounidense de derecho internacional Richard A. Falk informó a la Tercera Comisión de la Asamblea General que «la naturaleza de la ocupación a partir de 2010 justifica las alegaciones anteriores de colonialismo y apartheid en evidencia y en la ley, en mayor medida de lo que era el caso hace tres años. La consolidación de las características colonialistas y de apartheid de la ocupación israelí ha sido un proceso acumulativo: cuanto más prolongado, más difícil es de superar y más grave es la reducción de los derechos fundamentales de los palestinos».
En marzo de 2017, un informe de la Comisión Económica y Social para Asia Occidental, una agencia de la ONU presidida por la subsecretaria general de la ONU Rima Khalaf, concluyó que «Israel ha establecido un régimen de apartheid que domina al pueblo palestino en su totalidad». La propia Khalaf explicó que este informe «concluye clara y francamente que Israel es un estado racista que ha establecido un régimen de apartheid que persigue al pueblo palestino». Cuando la ONU le presionó para que retirase este informe, Khalaf se negó y prefirió dimitir.

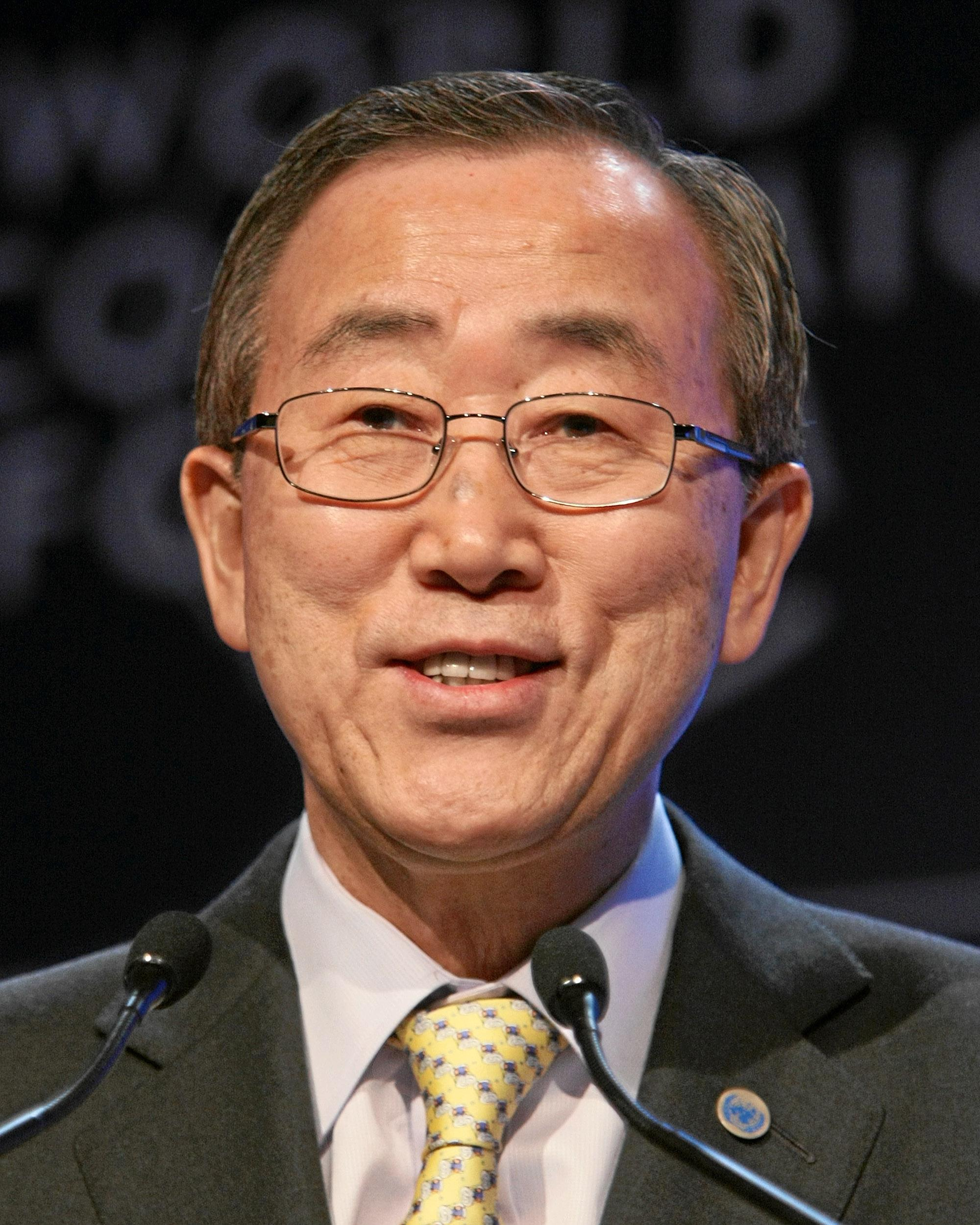
Ban Ki-moon, exsecretario general de las Naciones Unidas: "Creo que, como mucha gente está diciendo, esto podría constituir el crimen del apartheid"

En 2020, ante la anunciada anexión de la zona C de Cisjordania por parte de Israel, un grupo de expertos de la Oficina del Alto Comisionado de las Naciones Unidas para los Derechos Humanos realizó un informe en el que se explicaba que "lo que quedaría de Cisjordania sería un bastustán palestino, islas de territorios desconectados, completamente rodeados por Israel y sin ninguna contigüidad territorial con el mundo exterior. Israel ha prometido recientemente que mantendrá un control permanente de la seguridad entre el Mediterráneo y el río Jordán. Por lo tanto, la mañana después de la anexión se vería la cristalización de una realidad ya injusta: dos pueblos viviendo en el mismo espacio, gobernados por el mismo Estado, pero con derechos profundamente desiguales. Esta es una visión de un apartheid del siglo XXI".
La relatora especial de las Naciones Unidas para los derechos humanos en los territorios ocupados, Francesca Albanese, denunció en mayo de 2023 que Israel trata los territorios palestinos como si fuesen colonias, tras lo que declaró: «para mí, el apartheid es un síntoma y una consecuencia de las ambiciones territoriales que Israel tiene hacia la tierra de lo que queda de una rodeada Palestina. (...) La causa son las colonias. Israel es un poder colonial que mantiene la ocupación para conseguir tanta tierra como sea posible exclusivamente para judíos. Y esto es lo que conduce a numerosas violaciones del derecho internacional».
El exsecretario general de las Naciones Unidas, Ban Ki-moon, declaró en junio de 2023 que Israel se aproxima al apartheid y aleja las esperanzas de la creación de un Estado palestino. Ban añadió que, tras una visita de tres días a Israel, había podido observar cómo, mediante la expansión de los asentamientos y las medidas  cada vez más restrictivas hacia los palestinos, se estaba enraizando un sistema de apartheid. Algo más tarde afirmó: "creo que, como mucha gente está diciendo, esto podría constituir el crimen del apartheid".

### Por los sudafricanos

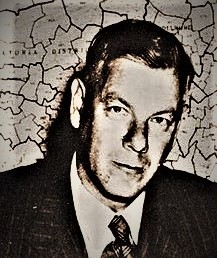
Hendrik Verwoerd, primer ministro sudafricano y arquitecto del apartheid: «Los judíos tomaron Israel de los árabes después de que los árabes hubiesen vivido allí mil años. Israel, como Sudáfrica, es un estado del apartheid».

Ya en 1961, el primer ministro sudafricano Hendrik Verwoerd, considerado por muchos como el "arquitecto del gran apartheid" y del sistema de bantustanes, estableció una clara analogía entre el apartheid sudafricano y el Estado de Israel: "Los judíos tomaron Israel de los árabes después de que los árabes hubiesen vivido allí mil años. Israel, como Sudáfrica, es un estado del apartheid". Por su parte, el propio Nelson Mandela equiparó la lucha contra el apartheid de los sudafricanos con la de los palestinos en un discurso en Pretoria en 1997: «Sabemos demasiado bien que nuestra libertad no será completa sin la libertad de los palestinos».

Todos los gobiernos de Sudáfrica desde Nelson Mandela y el fin del apartheid han establecido paralelismos entre el régimen supremacista blanco en su propio país y el régimen de dominación israelí sobre los palestinos. El sucesor de Mandela, Thabo Mbeki, se dirigió a una multitud en 2014 y les pidió el boicot a Israel «evocando los paralelismos entre las experiencias de su pueblo en el apartheid y el tratamiento israelí de los palestinos». El sucesor de este, Kgalema Motlanthe, firmó en 2008 una petición titulada «Luchamos contra el apartheid, no vemos motivo para celebrarlo en Israel ahora». En 2010 escribió: «la situación actual (...) es peor de lo que eran las condiciones para los negros bajo el régimen del apartheid». En el caso de Cyril Ramaphosa, en enero de 2024 declaró "Sudáfrica continuará haciendo todo lo que esté en su poder para preservar la existencia del pueblo palestino como grupo, para terminar con todos los actos de apartheid y de genocidio contra el pueblo palestino y para caminar con ellos hacia la realización de su derecho colectivo a la autodeterminación". Por su parte, durante el gobierno de Jacob Zuma, fueron varios los ministros de su gabinete que acusaron a Israel de apartheid: Maite Nkoana-Mashabane. ministra de relaciones exteriores y cooperación, declaró en septiembre de 2012 que «solo los sudafricanos y los palestinos saben cómo se siente al vivir bajo este tipo de régimen», mientras que la vicepresidenta y portavoz de la Asamblea Nacional, Baleka Mbete, comentó que había estado en Palestina y el tratamiento israelí a los palestinos es «mucho peor que el apartheid sudafricano».

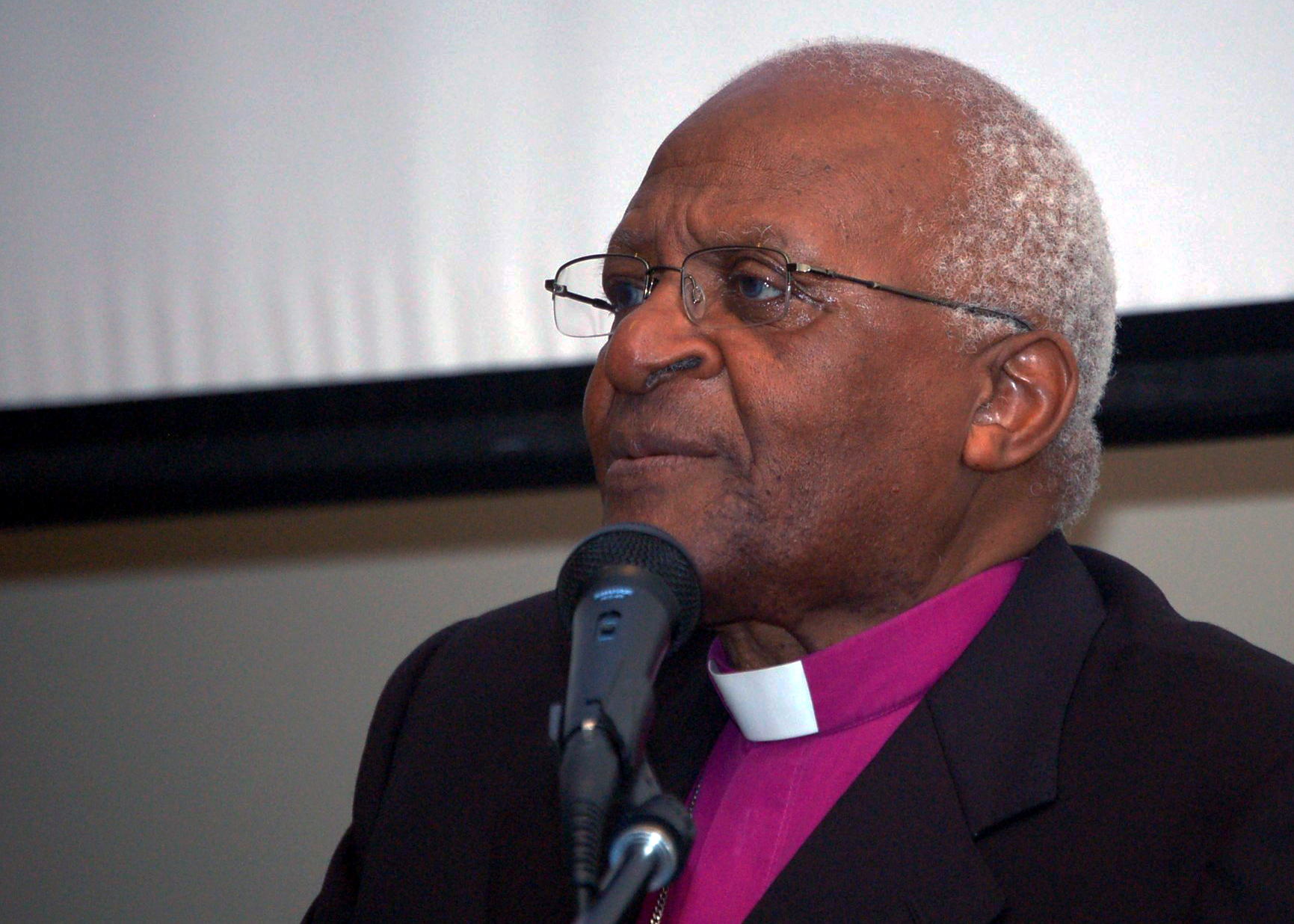
Desmond Tutu, arzobispo sudafricano y Premio Nobel de la Paz: «He estado en los Territorios Palestinos Ocupados, y he presenciado las carreteras y las edificaciones racialmente segregadas que me recordaron tanto a las condiciones que experimentamos en Sudáfrica bajo el sistema racista del Apartheid».

En 2002, el arzobispo anglicano y ganador del Premio Nobel de la Paz Desmond Tutu escribió una serie de artículos en los principales periódicos del mundo comparando la ocupación israelí de Cisjordania con el apartheid de Sudáfrica y llamando a la comunidad internacional a despojar de apoyo a Israel hasta que los territorios dejen de estar ocupados. «Me recordó mucho lo que nos pasó a los negros en Sudáfrica. He visto la humillación de los palestinos en los puestos de control y bloqueos de carreteras, sufriendo como nosotros cuando jóvenes policías blancos nos impedían movernos. Muchos sudafricanos están empezando a reconocer los paralelismos con lo que nos encontramos». En una carta abierta de abril de 2010 a la Universidad de Berkeley, Tutu escribió: «He estado en los Territorios Palestinos Ocupados, y he presenciado las carreteras y las edificaciones racialmente segregadas que me recordaron tanto a las condiciones que experimentamos en Sudáfrica bajo el sistema racista del Apartheid. He sido testigo de la humillación de hombres, mujeres y niños palestinos a quienes hacen esperar horas en los puestos de control militares israelíes cuando tratan de hacer los viajes más básicos para visitar a sus parientes o asistir a la escuela o la universidad, y esta humillación nos resulta familiar a mí y a los muchos negros sudafricanos que fuimos acorralados e insultados regularmente por las fuerzas de seguridad del gobierno del Apartheid». En 2011, Tutu escribió un artículo para el Tampa Bay Times argumentando que el apartheid israelí es ahora tan malo que sólo un boicot internacional puede obligar a Israel a cambiar sus políticas. En 2014, Tutu se quejó de la «humillación sistémica» del pueblo palestino por parte de las «fuerzas de seguridad israelíes».

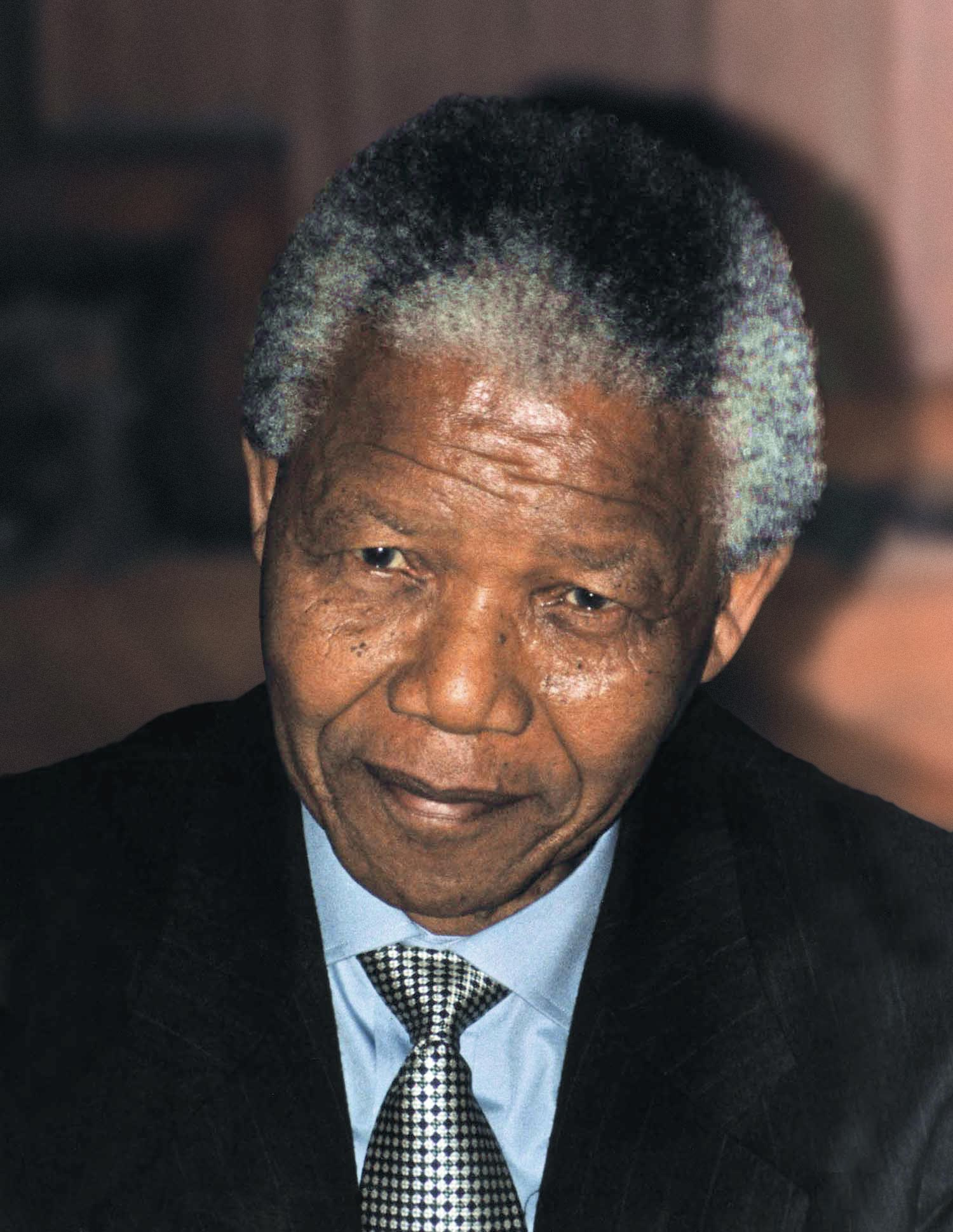
Nelson Mandela, presidente de Sudáfrica: "Sabemos demasiado bien que nuestra libertad no será completa sin la libertad de los palestinos"

En 2008 una delegación de veteranos del Congreso Nacional Africano visitó Israel y los Territorios Ocupados y dijo que en algunos aspectos era peor que el apartheid. La abogada de derechos humanos Fatima Hassan, miembro de la delegación, citó los caminos separados, los diferentes registros de automóviles, la indignidad de tener que obtener un permiso y las largas colas en los puntos de control como peores de lo que habían experimentado durante el apartheid. En 2009, el Consejo de Investigación en Ciencias Humanas (HSRC en sus siglas inglesas) de Sudáfrica publicó un estudio jurídico que concluía que «el Estado de Israel ejerce el control en los Territorios Palestinos Ocupados con el fin de mantener un sistema de dominación de los judíos sobre los palestinos y que este sistema constituye una violación de la prohibición del apartheid». El 24 de noviembre de 2009, el gobierno sudafricano respondió a los planes israelíes de expandir el asentamiento de Gilo en Jerusalén Oriental, condenándolo duramente y declarando: «Condenamos el hecho de la expansión de los asentamientos israelíes en Jerusalén Este junto con la campaña de Israel para desalojar y desplazar a los residentes originales palestinos de la ciudad». El gobierno sudafricano trazó un paralelo entre las acciones de Israel en Jerusalén y las expulsiones forzadas de personas efectuadas como parte del régimen del apartheid sudafricano.
Prominentes activistas contra el apartheid de Sudáfrica han utilizado comparaciones del apartheid para criticar la ocupación de Cisjordania y, en particular, la construcción de la barrera de separación. Entre ellos se encuentran Farid Esack, un escritor que actualmente es profesor visitante de William Henry Bloomberg en Harvard Divinity School, Arun Gandhi y la esposa de Nelson Mandela, Winnie Madikizela-Mandela, así como numerosos luchadores judíos contra el apartheid como Ronnie Kasrils, Denis Goldberg, Arthur Goldreich, Lisa Ohayon y Benjamin Pogrund.  En concreto, Ronnie Kasrils, que fue uno de los líderes del Congreso Nacional Africano durante su lucha contra el apartheid, escribió en abril de 2019 un artículo de opinión en The Guardian titulado «Yo luché contra el apartheid sudafricano. Veo las mismas políticas brutales en Israel». En dicho artículo realizaba analogías en aspectos concretos como el silenciamiento de los críticos con las políticas discriminatorias; las declaraciones de Benjamin Netanyahu afirmando que «Israel no es un estado de todos sus ciudadanos, es el estado nación del pueblo judío, y solo de este»; y las acciones de los grupos que promovían un boicot contra la Sudáfrica del apartheid y las del movimiento BDS. Años antes, este mismo activista anti-apartheid había explicado que «el apartheid fue una extensión del proyecto colonial para desposeer a la gente de sus tierras. Eso es exactamente lo que pasó en Israel y los territorios ocupados; el uso de la fuerza y de la ley para tomar la tierra. Eso es lo que Israel y el apartheid tienen en común».

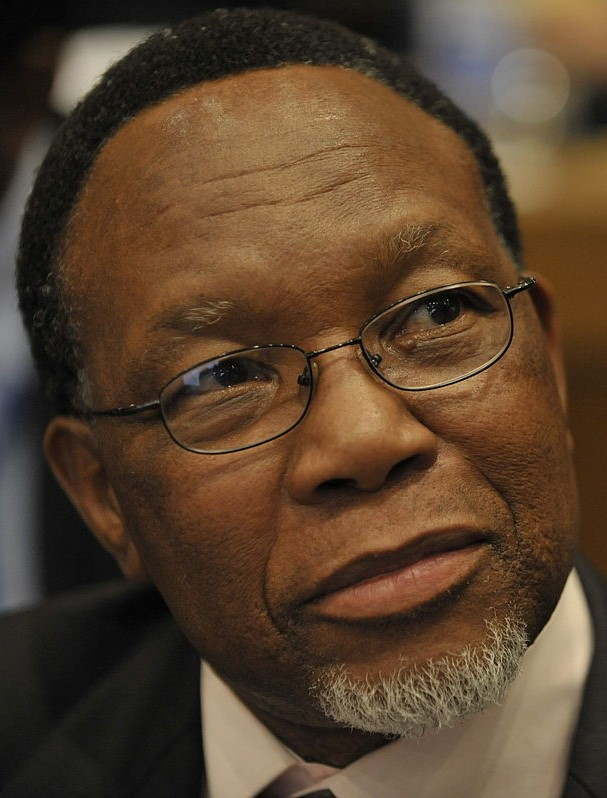
Kgalema Motlanthe, presidente de Sudáfrica: «la situación actual (...) es peor de lo que eran las condiciones para los negros bajo el régimen del apartheid».

Otro luchador judío contra el apartheid, Arthur Goldreich, habla de la «bantustanización que vemos a través de la política de ocupación y separación», del «abominable» racismo de la sociedad israelí y de la «brutalidad e inhumanidad de lo que se impone a la gente de los territorios palestinos ocupados». Por otra parte, la activista anti-apartheid Lisa Ohayon escribió un artículo similar en Haaretz en el que recalcaba la similitud en la represión de los críticos, la prohibición de entrada al país de los defensores de un boicot y el ataque a las ONGs críticas con el régimen. Otro luchador contra el apartheid y colaborador de Nelson Mandela, Benjamin Pogrund, afirmó en junio de 2020 que si Israel se anexionase el área C de Cisjordania sin dar la ciudadanía a sus habitantes palestinos, tal y como Benjamín Netanyahu ha prometido que hará, «seremos el apartheid. Punto final. No hay duda sobre ello». El mismo Pogrund, tres años después, escribió un artículo en The Guardian que comenzaba diciendo: «Israel 2023, Sudáfrica 1948. He vivido esto antes: el atesoramiento del poder, el fascismo y el racismo. Israel se dirige a donde Sudáfrica estaba hace 75 años. Es como ver la repetición de una película de terror». En una analogía con la Sudáfrica del apartheid, explicaba que, en Israel, «los árabes pueden votar, pero sufren discriminación: los musulmanes y los cristianos no son llamados a filas, y quienes no sirven en el ejército no pueden acceder a numerosos beneficios. El Fondo Nacional Judío posee cerca del 13 % del territorio de Israel, y prohíbe a los no judíos (es decir, a los árabes) su compra o alquiler». Además, comparó ambos regímenes en aspectos como el uso de la detención administrativa, la creciente influencia de la religión en las escuelas, la creación de grupos paramilitares progubernamentales, el ataque al poder judicial y los boicots ejercidos desde el exterior contra ambos países, y concluyó el artículo diciendo: «En Israel, estoy siendo testigo ahora del apartheid con el que crecí».

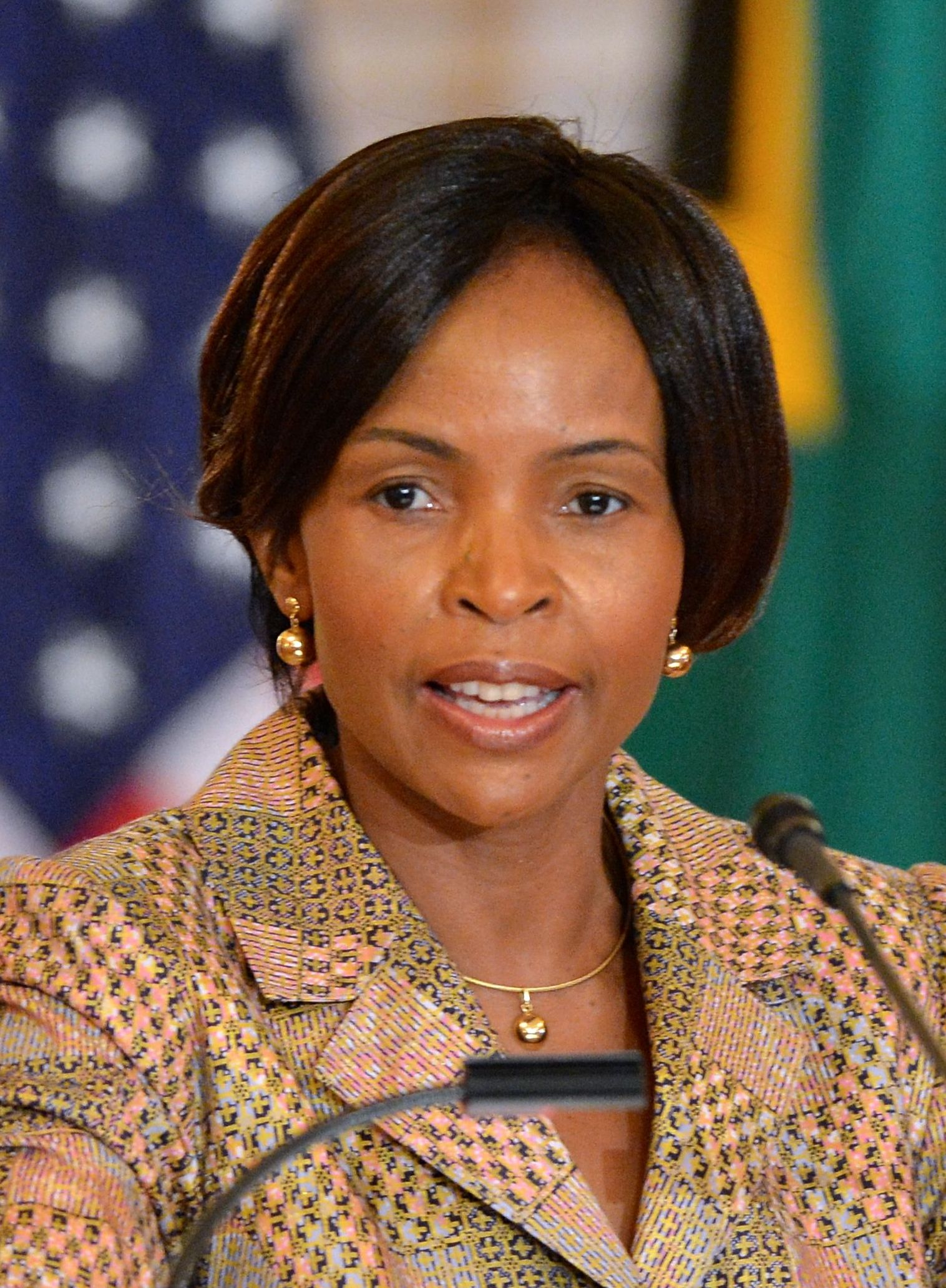
Maite Nkoana-Mashabane, ministra de Asuntos Exteriores de Sudáfrica: "solo los sudafricanos y los palestinos saben cómo se siente al vivir bajo este tipo de régimen".

En 23 de enero de 2017, el portavoz sudafricano en el Consejo de Derechos Humanos de las Naciones Unidas, Clinton Swemmer, declaró en la ONU que Israel es el único régimen de apartheid existente en el mundo. En mayo de 2021, el presidente de Sudáfrica, Cyril Ramaphosa, que fue el líder sindical del Congreso Nacional Africano que llevó las negociaciones con el régimen blanco del apartheid, declaró que la expulsión de civiles palestinos para entregar sus hogares a colonos judíos y la destrucción de viviendas en la Franja de Gaza «nos trae recuerdos terribles de nuestra propia historia de apartheid. Esto, para nosotros, está muy cerca de nuestro propio sufrimiento bajo el apartheid. Cuando vemos esas imágenes, no podemos evitar ponernos del lado de los palestinos».
El 15 de noviembre de 2023, la ministra de Asuntos Exteriores de Sudáfrica, Naledi Pandor, señaló que existen «similitudes muy claras» entre el «apartheid» que padeció la población negra de sus país durante casi medio siglo con el «horror» que ha desatado Israel contra el pueblo palestino a lo largo de estas décadas. Pandor describió lo que está ocurriendo en Gaza como un «verdadero crimen contra la humanidad» y por ello Sudáfrica no descarta presentar una denuncia contra Israel ante el Tribunal Penal Internacional (TPI).
El 20 de febrero de 2024, durante el juicio en el Tribunal Internacional de Justicia de Naciones Unidas que estaba investigando los crímenes de guerra en los territorios palestinos, el representante sudafricano y embajador en Países Bajos, Vusimuzi Mandonsela, declaró que las políticas impuestas por Israel sobre los palestinos son «una forma aún más extrema del apartheid que fue institucionalizado contra la población negra» en Sudáfrica.

### Por figuras políticas y culturales israelíes

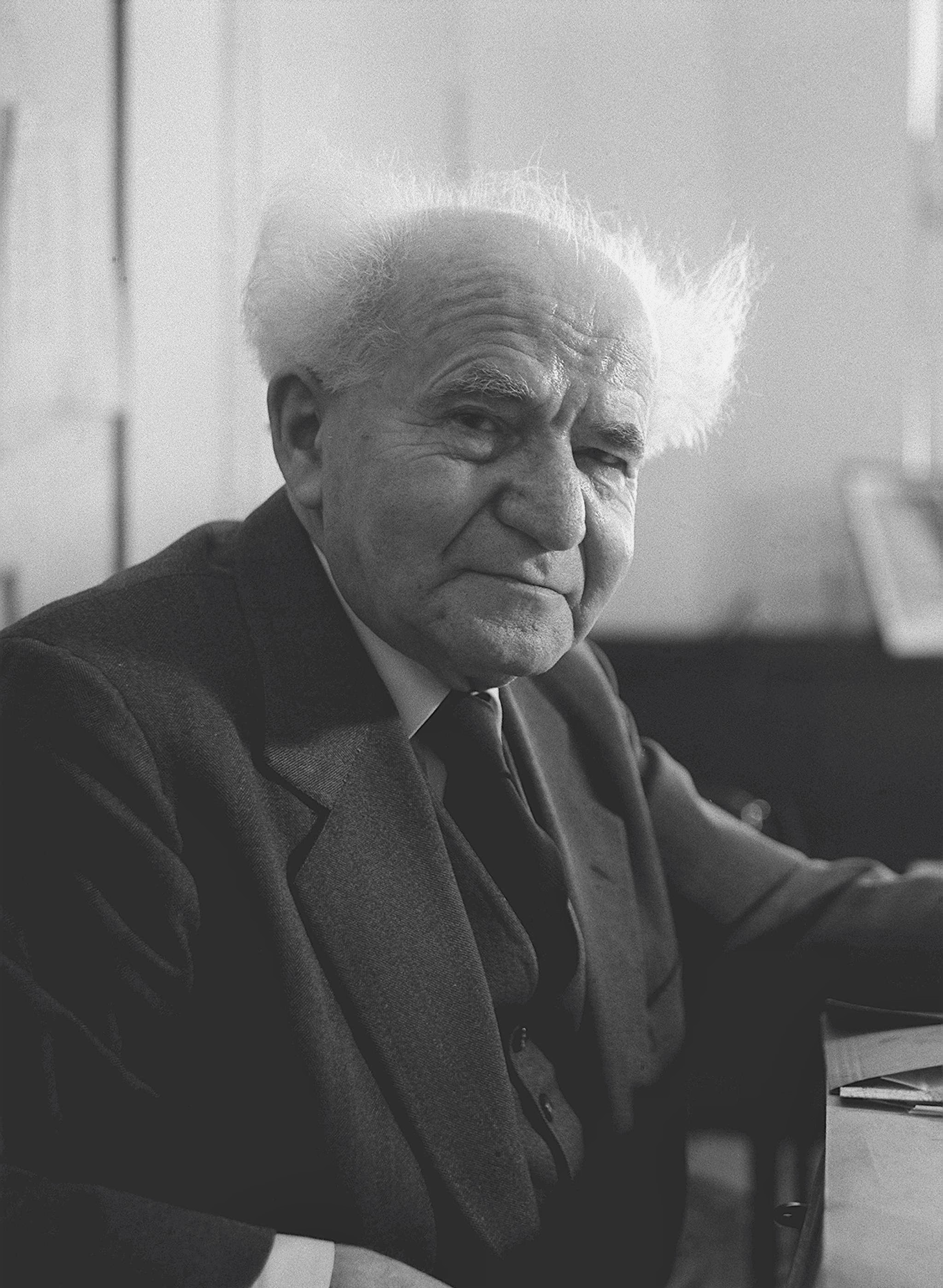
David Ben-Gurion, primer primer ministro de Israel, en 1967: «Israel debe deshacerse de los territorios y de su población árabe tan pronto como sea posible. Si no lo hace, Israel pronto se convertirá en un Estado del apartheid».

Numerosos políticos israelíes han usado la palabra «apartheid» para describir las políticas que su país ha llevado a cabo con respecto a los palestinos, incluidos tres primeros ministros (David Ben-Gurión, Ehud Ólmert y Ehud Barak), dos embajadores israelíes en Sudáfrica, un exfiscal general, tres exjefes de los servicios secretos y dos ministros.
Ya en 1967, el entonces ex primer ministro de Israel David Ben-Gurión declaró en una entrevista en la radio poco después de la conquista y ocupación de los territorios palestinos: «Israel debe deshacerse de los territorios y de su población árabe tan pronto como sea posible. Si no lo hace, Israel pronto se convertirá en un Estado del apartheid».

Casi una década después, pero lanzando la misma advertencia de que si Israel no abandonaba los territorios ocupados acabaría siendo un Estado del apartheid, el entonces primer ministro de Israel, Isaac Rabin, reconoció en una entrevista para la televisión que «No estoy diciendo con total certeza que no llegaremos a la evacuación [de los territorios ocupados] debido a la población. No creo que sea posible contenerlos a largo plazo, si no queremos tener un apartheid, un millón y medio de árabes viviendo dentro de un Estado judío».

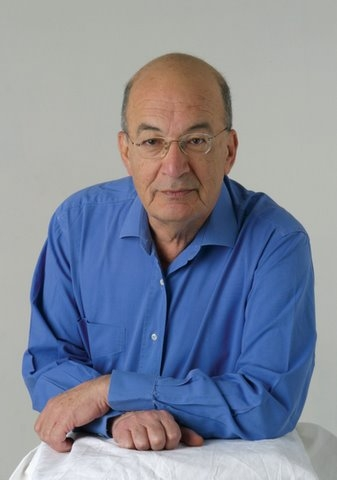
Yossi Sarid, exministro israelí: «Lo que actúa como apartheid, se ejerce como apartheid y acosa como apartheid, no es un pato: es apartheid»».

Cuando se construyó el primer tramo del muro de separación israelí en Cisjordania en 2002, el exfiscal general del Estado de Israel, Michael Ben-Yair, aludió a él como el «muro del apartheid». Ben-Yair no dejó lugar a dudas sobre su opinión cuando declaró: «Establecimos un régimen del apartheid en los territorios ocupados inmediatamente después de su captura. Ese régimen opresivo continúa a día de hoy». En un sentido parecido se expresó Ami Ayalon, exjefe del servicio secreto israelí Shin Bet, que se quejó de que su país tenía «características del apartheid». Shulamit Aloni, la segunda mujer en servir en el gabinete israelí tras Golda Meir, declaró a finales de 2006 que «Israel practica su propia y bastante violenta forma de apartheid con la población nativa palestina».
En 2007, el primer ministro israelí Ehud Olmert declaró que «si llega el día en el que la solución de dos Estados desaparece y nos enfrentamos a una lucha al estilo sudafricano por la igualdad en el derecho al voto, entonces, tan pronto como eso suceda, el Estado de Israel habrá muerto». Al año siguiente, durante una serie de conversaciones de paz con el presidente palestino Mahmoud Abbas, Olmert defendió dichos contactos declarando que «si no hacemos algo, perderemos la posibilidad de que existan dos Estados" y «seremos un estado del apartheid». Ese mismo año, el exministro y exjefe de la oposición Yossi Sarid declaró: «Lo que actúa como apartheid, se ejerce como apartheid y acosa como apartheid, no es un pato: es apartheid». El ex primer ministro Ehud Barak lo expresó con claridad en 2010: «mientras que en este territorio al oeste del río Jordán haya una sola entidad política llamada Israel, solo podrá existir un Estado no judío o un Estado no democrático. Si esta masa de millones de palestinos no puede votar, eso será un Estado del apartheid».

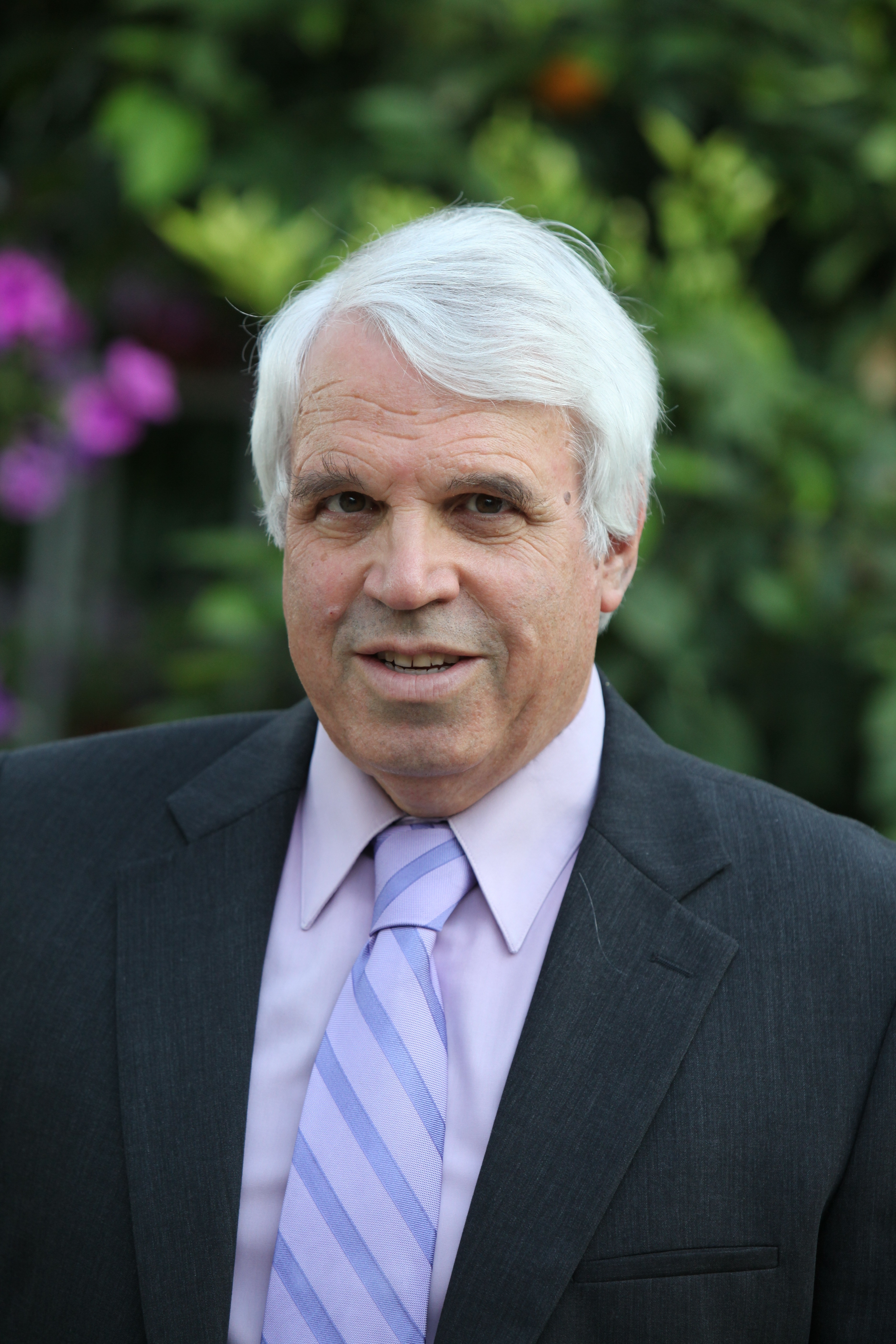
Alon Liel, exembajador israelí en Sudáfrica: «he llegado a la conclusión de que la ocupación de Cisjordania, tal y como es hoy en día, es un tipo de apartheid israelí».

En 2013, Alon Liel, exembajador israelí en Sudáfrica, afirmó que «en la situación actual, hasta que se cree un Estado palestino, estamos en realidad en un solo Estado. Este Estado único —y ojalá que el statu quo sea temporal— es un Estado del apartheid. (...) Estoy aquí hoy porque he llegado a la conclusión de que la ocupación de Cisjordania, tal y como es hoy en día, es un tipo de apartheid israelí».Liel ha comparado la ocupación israelí de palestina y el régimen del apartheid en Sudáfrica en términos de sufrimiento para la población nativa: «Si tomamos la magnitud de la injusticia infligida a los palestinos por el Estado de Israel, hay una base de comparación con el apartheid. Si tomamos la magnitud del sufrimiento, estamos en la misma liga. Por supuesto, el apartheid tenía una filosofía muy diferente de lo que nosotros hacemos, la mayoría de lo cual deriva de consideraciones de seguridad. Pero desde el punto de vista del resultado, estamos en la misma liga».
El propio Alon Liel y otro exembajador israelí en Sudáfrica, Ilan Baruch, escribieron un artículo en la revista sudafricana Ground Up titulado «Es apartheid». Ambos exembajadores explicaban en dicho artículo que «durante más de medio siglo, Israel ha gobernado los territorios palestinos ocupados con un sistema legal de dos niveles en el que, dentro del mismo territorio en Cisjordania, los colonos israelíes viven bajo el derecho civil israelí mientras que los palestinos viven bajo el derecho militar. Es un sistema de desigualdad inherente», tras lo que añadieron que «los bantustanes de Sudáfrica bajo el régimen del apartheid y el mapa de los territorios palestinos ocupados hoy se afirman sobre la misma idea de concentrar a la población "no deseada" en áreas tan pequeñas como sea posible, en una serie de enclaves sin contigüidad». Por último, el artículo concluía diciendo: «Israel es el único poder soberano que opera en esta tierra, y discrimina sistemáticamente sobre la base de la nacionalidad y la etnia. Esta realidad es, como nosotros comprobamos, apartheid. Es hora de que el mundo reconozca que lo que vimos en Sudáfrica hace décadas está sucediendo en los territorios palestinos ocupados también».
El presidente de Israel, Reuven Rivlin, criticó con dureza una ley aprobada por el parlamento israelí que permite la expropiación de terrenos de propiedad privada palestina para la construcción de asentamientos israelíes en Cisjordania. En unas declaraciones realizadas en 2017, denunció que esta ley haría que Israel «parezca un estado del apartheid», aunque dejó claro que en su opinión todavía no lo era.

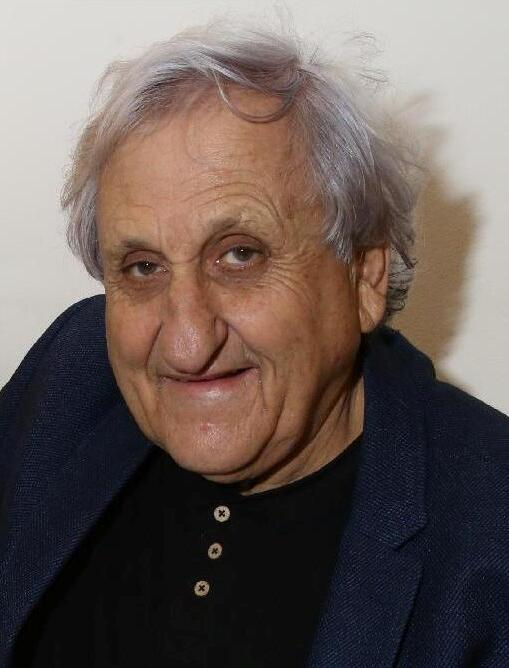
A. B. Yehoshua: «El cáncer de hoy en día es el apartheid de Cisjordania. Este apartheid se está enquistando más y más profundamente en la sociedad israelí y está impactando en su humanidad».

El líder del partido israelí Meretz, Nitzan Horowitz, realizó una rueda de prensa en junio de 2020 en la que sostuvo los mapas propuestos por el plan de paz de Donald Trump y afirmó «Este es un mapa del apartheid. Me recuerda a Sudáfrica». El primer ministro israelí, Benjamín Netanyahu, ha declarado su intención de anexionarse el área C de Cisjordania de acuerdo con la propuesta de paz de Trump, si bien ha dejado claro que los habitantes palestinos de la zona no obtendrán la ciudadanía israelí. «La soberanía sin ciudadanía es apartheid», declaró Horowitz, que también comparó los 43 pequeños enclaves palestinos diseñados por el plan de paz de Trump con los bantustantes de la Sudáfrica del apartheid.
Otra crítica fue la de Haggai Alon, un alto asesor de Defensa. En una entrevista a Haaretz, Haggai Alon, asesor del entonces ministro de Defensa israelí Amir Peretz, afirmó que el ejército estaba «llevando a cabo una política de apartheid» y estaba «vaciando Hebrón de árabes, estableciendo obstáculos sin que nadie sepa dónde y cuántos, judaizando el valle del Jordán y cooperando abierta y descaradamente con los colonos».
En el campo de la cultura, uno de los principales escritores israelíes, Abraham B. Yehoshúa, declaró en 2020 que «El cáncer de hoy en día es el apartheid de Cisjordania. Este apartheid se está enquistando más y más profundamente en la sociedad israelí y está impactando en su humanidad». El también escritor israelí David Grossman denunció que la presencia israelí en Cisjordania no debía llamarse ya ocupación sino más bien apartheid. El académico del Holocausto israelí Omer Bartov escribió en agosto de 2024 en un artículo en The Guardian acerca de «la transformación del sionismo de una ideología que buscaba liberar a los judíos de la degradación del exilio y la discriminación y colocarlos en una posición de igualdad con las demás naciones del mundo, a una ideología de Estado de etnonacionalismo, opresión del otro, expansionismo y apartheid».
Amiram Levin, un exgeneral del ejército israelí que estuvo al mando de la Comandancia Norte, lideró el cuerpo de élite Sayeret Matkal y fue vicedirector del Mossad, denunció en 2023 que los colonos radicales «provienen de zonas donde no hay democracia, de Cisjordania, donde durante 56 años no ha habido democracia. Es un apartheid absoluto». De una manera similar, Tamir Pardo, exjefe del Mossad entre 2011 y 2016, declaró: «Hay un Estado del apartheid aquí. Un territorio donde dos pueblos son juzgados con dos sistemas legales distintos, eso es un Estado del apartheid». Entre otros ejemplos, Pardo denunció que los ciudadanos israelíes pueden conducir por donde deseen en Cisjordania, algo que los palestinos no pueden hacer.
La ONG israelí B'Tselem, una de las más importantes del país en el ámbito de los derechos humanos, publicó en 2021 un informe en el que denunciaba que «Israel no es una democracia que tenga una ocupación temporal añadida, es un régimen desde el río Jordán hasta el mar Mediterráneo, y debemos mirar la imagen completa y verlo tal y como es: apartheid». Según B'Tselem, Israel ha creado un sistema sobre todo el territorio que controla en el que los judíos tienen plenos derechos, mientras que los palestinos están sometidos a cuatro niveles distintos de discriminación dependiendo de su lugar de nacimiento. En el nivel más bajo de esta escala se encuentran los habitantes de la Franja de Gaza, de la cual Israel es todavía la potencia ocupante según el derecho internacional. Un nivel por encima se encuentran los habitantes de la región palestina de Cisjordania, que viven «en docenas de enclaves aislados, bajo un rígido régimen militar y sin derechos políticos». En la segunda capa de esta escala de discriminación se encuentran los habitantes palestinos de Jerusalén Este que, a diferencia de sus vecinos judíos, no tienen la nacionalidad israelí y no pueden votar en las elecciones israelíes. Por último, en la parte más alta de esta escala están los ciudadanos israelíes de origen palestino, que tienen la ciudadanía israelí pero se encuentran discriminados en términos de propiedad de la tierra, leyes de inmigración y derechos políticos, entre otros. Otra ONG israelí en favor de los derechos humanos, Yesh Din, publicó un informe legal en el verano de 2020 que argumentaba que Israel comete el crimen de apartheid en Cisjordania. En 2009, en el contexto de la guerra de Gaza de aquel año, unos quinientos israelíes, con docenas de académicos y artistas famosos, firmaron una carta abierta en la que se pedían medidas internacionales contra Israel similares a las que consiguieron terminar con el régimen de apartheid israelí.
El concepto de apartheid está ampliamente establecido en la sociedad israelí, y una encuesta de 2012 descubrió que el 58 % de la población judía de Israel consideraba que ya existe un sistema de apartheid contra los palestinos. Es más, una parte importante de los judíos israelíes apoyan estas políticas. En concreto, un 49 % quiere que el Estado priorice en su trato a los judíos con respecto a los árabe-israelíes y un 59 % defiende que los judíos tengan prioridad sobre estos para la adquisición de un puesto de empleo público. Cerca de la mitad de la población cree que los árabe-israelíes deberían ser expulsados de Israel y enviados a Cisjordania o la Franja de Gaza. Un 42 % no quiere vivir en el mismo edificio que un árabe, el mismo porcentaje que se niega a tener un hijo en el mismo hospital o a que sus hijos vayan al mismo colegio que un árabe. Un tercio de los judíos privarían del derecho al voto a los ciudadanos árabes de Israel. Con respecto a Cisjordania, el consenso en torno al apartheid es mayor. El 74 % está de acuerdo en la existencia de carreteras segregadas, mientras que 69 % dejaría sin derecho de voto a los palestinos si Israel se anexionase Cisjordania. El apartheid es apoyado casi unánimemente por los judíos ultraortodoxos, el 95 % de los cuales defienden la discriminación de los árabes en el trabajo.

### Por ganadores del Premio Nobel de la Paz

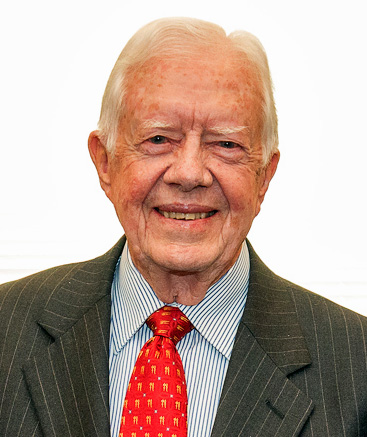
Jimmy Carter, expresidente de los Estados Unidos y Premio Nobel de la Paz en 2002: «Apartheid es una palabra que supone una descripción precisa de lo que ha estado sucediendo en Cisjordania. (...) Esta es una palabra que supone una descripción muy precisa de la separación forzosa dentro de Cisjordania de los israelíes y los palestinos y de la total dominación y opresión por parte del poderoso ejército israelí»

Un total de once ganadores del Premio Nobel de la Paz han relacionado las prácticas israelíes contra los palestinos con el crimen del apartheid. Además de los ya citados Nelson Mandela y Desmond Tutu,esta denuncia ha sido llevada a cabo por Human Rights Watch, Amnistía Internacional, Jimmy Carter, Yasir Arafat, Rigoberta Menchú, Mairead Maguire y Betty Williams, Jody Williams y Adolfo Pérez Esquivel. Además, otros dos aseguraron que Israel estaba cerca de convertirse en un Estado del apartheid si no alcanzaba pronto la solución de dos Estados: Juan Manuel Santos y Barack Obama. Por otro lado, los también Premio Nobel de la Paz Shimon Peres y Frederik de Klerk defendieron que Israel no establece un régimen del apartheid sobre los palestinos.
Ya a comienzos de los años 2000, el presidente de la Autoridad Nacional Palestina, Yasir Arafat, declaró que «la ocupación israelí es un nuevo tipo de apartheid avanzado». Arafat argumentó que «la persistencia de Israel en perpetrar crímenes contra nuestro pueblo sin disuasión alguna no hace más que alentarlo a continuar su ocupación y las actividades de sus colonias, así como sus políticas y crímenes en violación flagrante de las leyes internacionales (...) La lógica de la ley, del derecho y de la justicia exige el castigo de los culpables sean quienes sean y sea cual sea su función. Es la importancia de la conferencia de Durban, que crea la ocasión de formular y cristalizar el comportamiento político de la moral internacional e iluminar a la opinión pública».
El expresidente del gobierno estadounidense Jimmy Carter causó un amplio revuelo en la sociedad estadounidense de comienzos de los años 2000 con la publicación de su libro Palestina: Paz, no Apartheid. En una entrevista al año siguiente con la radio pública estadounidense, Carter explicó el porqué de la elección de esa palabra para definir a Israel: «Apartheid es una palabra que supone una descripción precisa de lo que ha estado sucediendo en Cisjordania, y se basa en el deseo o en la avaricia de una minoría de israelíes hacia la tierra de los palestinos. No se basa en el racismo. Esas advertencias aparecen claramente en el libro. Esta es una palabra que supone una descripción muy precisa de la separación forzosa dentro de Cisjordania de los israelíes y los palestinos y de la total dominación y opresión por parte del poderoso ejército israelí».

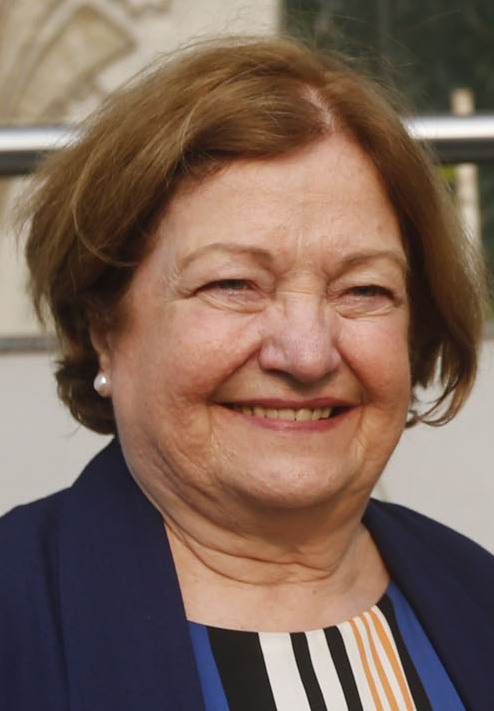
Mairead Maguire, Premio Nobel de la Paz en 1976: «habrá paz en este país, creo, pero sólo cuando Israel ponga fin al apartheid y la limpieza étnica del pueblo palestino».

En 2010 fue la norirlandesa Mairead Maguire quien, poco antes de ser expulsada de Israel por haber participado previamente en la Flotilla de la Libertad, declaró que «habrá paz en este país, creo, pero sólo cuando Israel ponga fin al apartheid y la limpieza étnica del pueblo palestino». En 2023, cuando la ciudad de Barcelona decidió romper lazos con Israel, Maguire suscribió una carta abierta que decía «Saludamos a la alcaldesa de Barcelona, Ada Colau, por su valiente decisión de suspender los lazos institucionales con Israel, incluido el hermanamiento con Tel Aviv, hasta que los palestinos puedan vivir en libertad, sin ocupación militar y apartheid». Esta carta fue firmada también por otra ganadora del Premio Nobel de la Paz, la estadounidense Jody Williams, quien ya en 2014 había emitido un comunicado que decía: «Hacemos un llamado a las Naciones Unidas y a los gobiernos de todo el mundo a tomar medidas inmediatas para aplicar a Israel un embargo militar integral y legalmente vinculante, similar al impuesto a Sudáfrica durante el apartheid». Otros firmantes de este comunicado fueron los también Premio Nobel de la Paz Adolfo Pérez Esquivel, Desmond Tutu, Rigoberta Menchú, Mairead Maguire y Betty Williams.
En 2020, el expresidente colombiano Juan Manuel Santos advirtió del riesgo de apartheid con el gobierno de Netanyahu en una entrevista a los diarios El País y Haaretz: «Todavía admiro los valores de los fundadores del Estado de Israel y su compromiso en su Declaración de Independencia de "asegurar la completa igualdad de derechos políticos y sociales a todos los habitantes, independientemente de su religión, raza o sexo. Pero hoy me temo que esta visión está bajo el ataque de un gobierno hipernacionalista que desprecia abiertamente los derechos humanos y el derecho internacional. El riesgo de anexión es solamente el último ejemplo, con el que se corre el riesgo de crear un régimen de tipo apartheid en el que dos códigos legales distintos se aplican a dos poblaciones distintas en un mismo territorio».

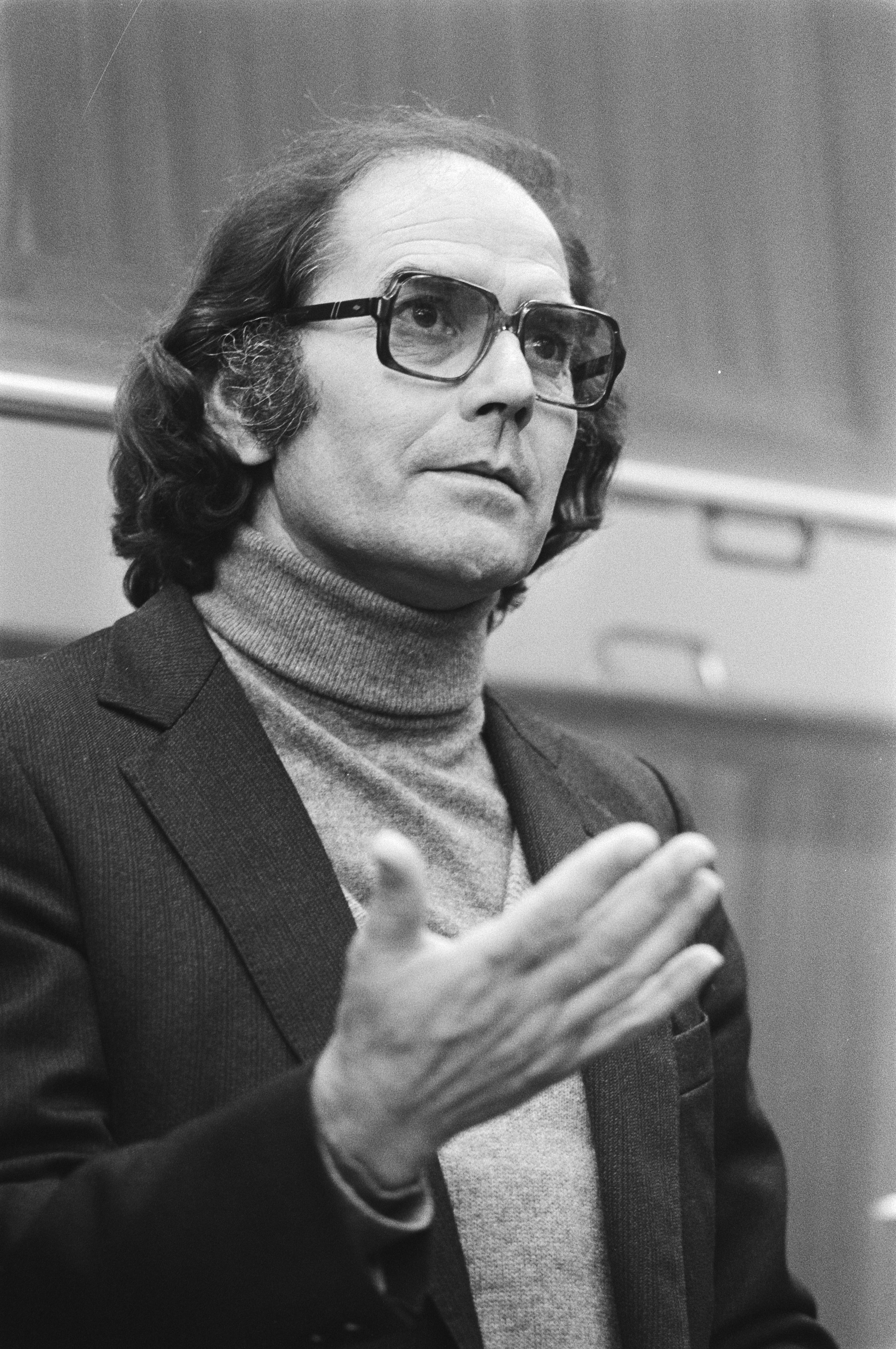
Adolfo Pérez Esquivel, Premio Nobel de la Paz en 1980: «Lo que existe en lo que queda de los territorios palestinos ocupados es un verdadero apartheid que no sólo es una aberración en este siglo XXI sino que es la mayor expresión del colonialismo racista y criminal».

En abril de 2021, la ONG estadounidense Human Rights Watch, acusó a Israel de estar practicando políticas de apartheid y persecución de los palestinos tipificadas como crímenes contra la humanidad. En un informe titulado "Se ha traspasado el umbral", denuncia que Israel ha establecido un régimen de «dominación de un grupo racial o nacional sobre otro, opresión sistemática y actos inhumanos» en los territorios palestinos de Cisjordania, la Franja de Gaza y Jerusalén Este. Además, anunció que trasladaría dicho informe a la oficina del Tribunal Penal Internacional, que se encuentra en proceso de investigar posibles crímenes de guerra cometidos por Israel y por diversos grupos palestinos desde 2014. Entre otras cosas, el informe de Human Rights Watch denunciaba que Israel aplica a los palestinos bajo su dominio «un draconiano régimen militar mientras los colonos de los asentamientos israelíes gozan de plenos derechos conforme a la legislación civil» israelí, y de «negarles a millones de personas, por el solo hecho de ser palestinos y no judíos, sus derechos humanos sin que exista una justificación legítima de seguridad». Human Rights Watch denuncia como actos inhumanos contra los palestinos, calificables dentro del delito de segregación racial, las severas restricciones a la libertad de movimiento de los palestinos, la confiscación de sus tierras, la demolición de sus viviendas, la expansión de los asentamientos israelíes o la construcción de infraestructuras segregadas solo para colonos judíos. Por otro lado, también critica la discriminación de la población palestina con ciudadanía israelí dentro del propio Estado de Israel. Además, esta ONG reclama para los responsables de esta política de apartheid la imposición de sanciones tales como la prohibición de viajar o la congelación de las cuentas bancarias en el extranjero, así como que la comunidad internacional reconsidere su relación con Israel y la venta de armamento a este país, condicionándola a la situación de los derechos humanos.
El 17 de mayo de 2021, el Premio Nobel de la Paz argentino Adolfo Pérez Esquivel escribió, en el contexto de la guerra de Gaza de 2021, un artículo para el Servicio Paz y Justicia de Chile en el que declaraba: «Ante la gravedad de los bombardeos y ataques del ejército israelí sobre la Franja de Gaza, y la dimensión de las diferencias evidentes entre la 4.ª potencia en armas, como es Israel contra la población sin ejército de una Palestina bajo ocupación colonial, pedimos la intervención inmediata de los organismos internacionales, para detener esta escalada trágica de muerte y devastación. Lo que existe en lo que queda de los territorios palestinos ocupados es un verdadero apartheid que no sólo es una aberración en este siglo XXI sino que es la mayor expresión del colonialismo racista y criminal».

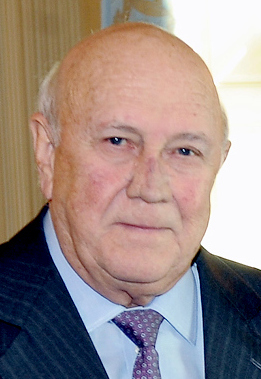
Frederik de Klerk, último presidente de la Sudáfrica del apartheid y Premio Nobel de la Paz en 1993: «vosotros tenéis a palestinos viviendo en Israel con todos sus derechos políticos. (...) vosotros no tenéis leyes discriminatorias contra ellos, quiero decir, de no dejarles nadar en ciertas playas o cosas así. Creo que es injusto llamar a Israel un Estado del apartheid.»

En febrero de 2022, la ONG británica Amnistía Internacional condenó oficialmente el «sistema de opresión y dominación» que Israel ha establecido sobre los palestinos y documentó que las «confiscaciones masivas de tierras y propiedades palestinas, homicidios ilegítimos, traslados forzosos, restricciones a la circulación y negación de la nacionalidad y la ciudadanía son elementos de un sistema que, según el derecho internacional, equivale a apartheid (...) con violaciones de derechos que constituyen un crimen de lesa humanidad, según la definición del Estatuto de Roma del Tribunal Penal Internacional (TPI)». La denuncia de Amnistía Internacional continuaba argumentando que «las autoridades israelíes promulgan múltiples medidas para negar deliberadamente a la población palestina sus derechos y libertades fundamentales, como draconianas restricciones a la circulación (...) traslados forzosos, detenciones administrativas (indefinidas y sin cargos), torturas y homicidios ilegítimos». En un informe de 278 páginas, Amnistía Internacional llamaba a las principales potencias del mundo y a los países árabes que estaban comenzando a entablar relaciones diplomáticas con Israel «a reconocer que Israel está cometiendo el crimen del apartheid y otros crímenes internacionales», así como a «usar todas las herramientas políticas y diplomáticas para asegurarse de que las autoridades israelíes implementan las recomendaciones señaladas en este informe y a revisar cualquier tipo de cooperación o actividades con Israel para asegurarse de que estas no contribuyen al mantenimiento del sistema del apartheid». La denuncia de esta ONG se extiende a todos los territorios controlados por Israel, pues afirmó que «ya vivan en Gaza, Jerusalén Este o el resto de Cisjordania, o en la propia Israel, los palestinos son tratados como una raza inferior y se les niegan sus derechos sistemáticamente».
En cuanto a los ganadores que niegan la existencia en Israel de un régimen de apartheid, ante la pregunta de si Israel se arriesgaba a convertirse en un Estado del apartheid en caso de no alcanzar la solución de dos Estados, el expresidente israelí Shimon Peres respondió en una entrevista con Time: «No del apartheid. Pondrá en peligro la posibilidad de que mantengamos nuestro carácter como Estado democrático y judío. El apartheid es más típico de África por distintos motivos, uno de ellos es que está muy basado en la raza. Aquí la diferencia es más nacionalista que racial, creo yo. Pero en cualquier caso, no importa si lo llamamos con un nombre distinto. Un error es un error, y tenemos que evitarlo».
Por su parte, el último presidente de Sudáfrica dentro del régimen del apartheid, Frederik de Klerk, declaró a The Times of Israel que le parecía injusto que se tildase a Israel de apartheid porque «vosotros tenéis a palestinos viviendo en Israel con todos sus derechos políticos. (...) vosotros no tenéis leyes discriminatorias contra ellos, quiero decir, de no dejarles nadar en ciertas playas o cosas así. Creo que es injusto llamar a Israel un Estado del apartheid». De Klerk también explicó que, si en un futuro no se alcanzaba la solución de dos Estados, solo se podría considerara Israel como un Estado del apartheid si se convirtiese en un Estado binacional en el que se discriminase contra los árabes.

### Por otras entidades y personalidades

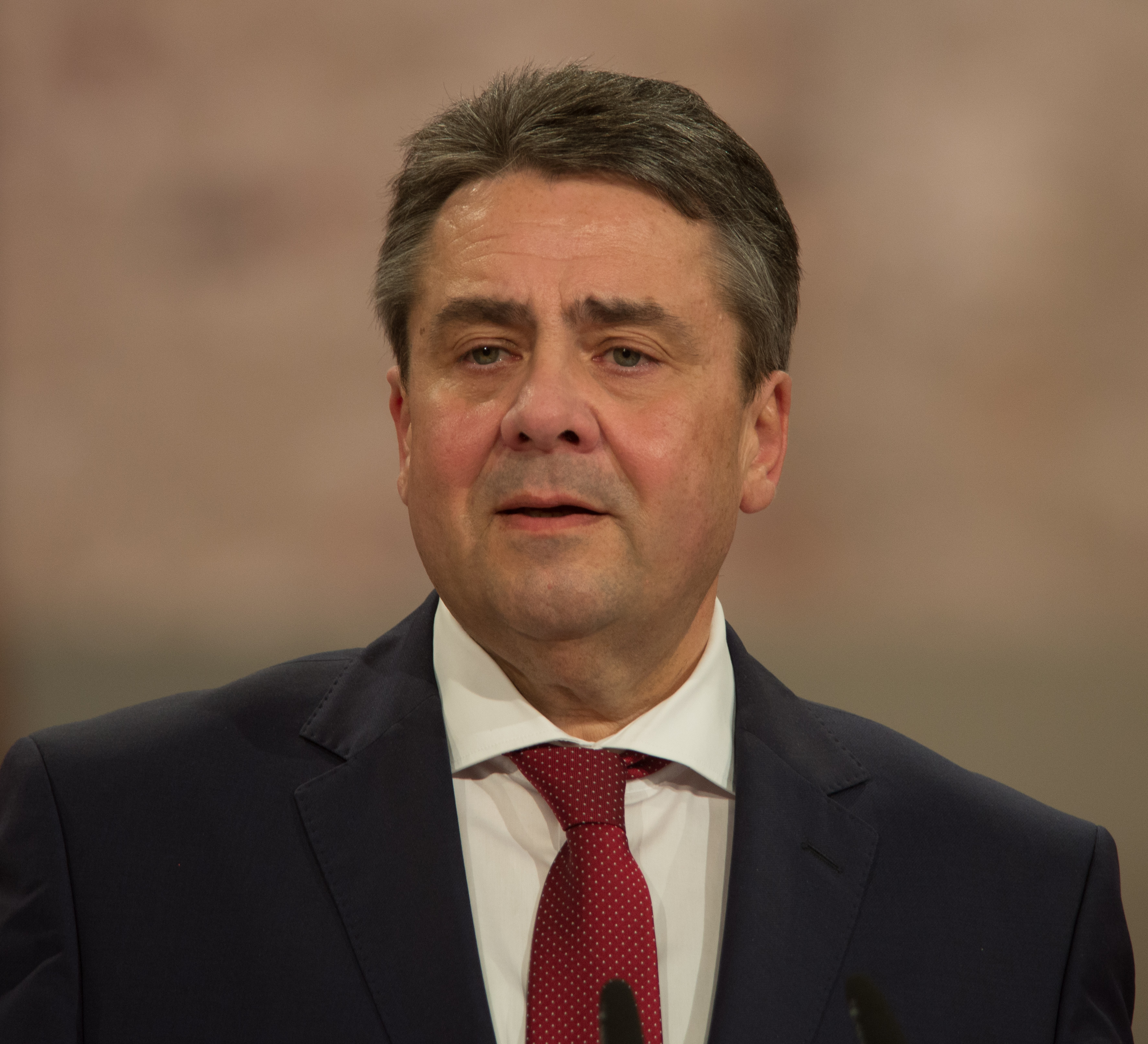
Sigmar Gabriel, ministro de asuntos exteriores de Alemania, sobre la situación en Hebrón: «me recuerda al apartheid».

En 1975, en plena Guerra Fría, la Asamblea General de la ONU adoptó, por impulso de los países árabes, y con el apoyo del bloque soviético y del no alineado, la resolución 3379, de carácter declarativo y no vinculante, que consideraba al sionismo como una forma de racismo y lo hacía equiparable al apartheid sudafricano (72 votos a favor, 35 en contra y 32 abstenciones). 
Según una encuesta publicada en 2021, una gran mayoría de los académicos pertenecientes a los departamentos de Estudios de Oriente Medio en los Estados Unidos considera que el control israelí sobre Cisjordania y Gaza es equivalente al apartheid. En concreto, el 65 % de ellos considera que la situación actual ya es de apartheid, mientras que otro 15% más calcula que lo será dentro de diez años si no se alcanza una solución de dos Estados. Marc Lynch y Shibley Talhami, profesores en la Universidad George Washington y la Universidad de Maryland respectivamente, explican que «la crisis en Israel tras los anunciados deshaucios de familias palestinas de sus hogares en Jerusalén Este mostró gráficamente el trato desigual de judíos y palestinos bajo control israelí».
En 2022, una comisión de investigación de la ONU solicitó un análisis legal de la situación en los territorios ocupados al Instituto Internacional de Derechos Humanos de la Facultad de Derecho de Harvard. Los expertos legales de esta universidad elaboraron un informe de 22 páginas que concluía diciendo que «este informe considera que el desarrollo por parte de Israel de un doble sistema legal en la Cisjordania ocupada, y la consiguiente discriminación sistemática de los palestinos y la subordinación de los derechos civiles y políticos de los palestinos a los derechos de los ciudadanos judíos israelíes asentados en la Cisjordania ocupada, son equivalentes a una violación de la prohibición del apartheid conforme al derecho internacional».

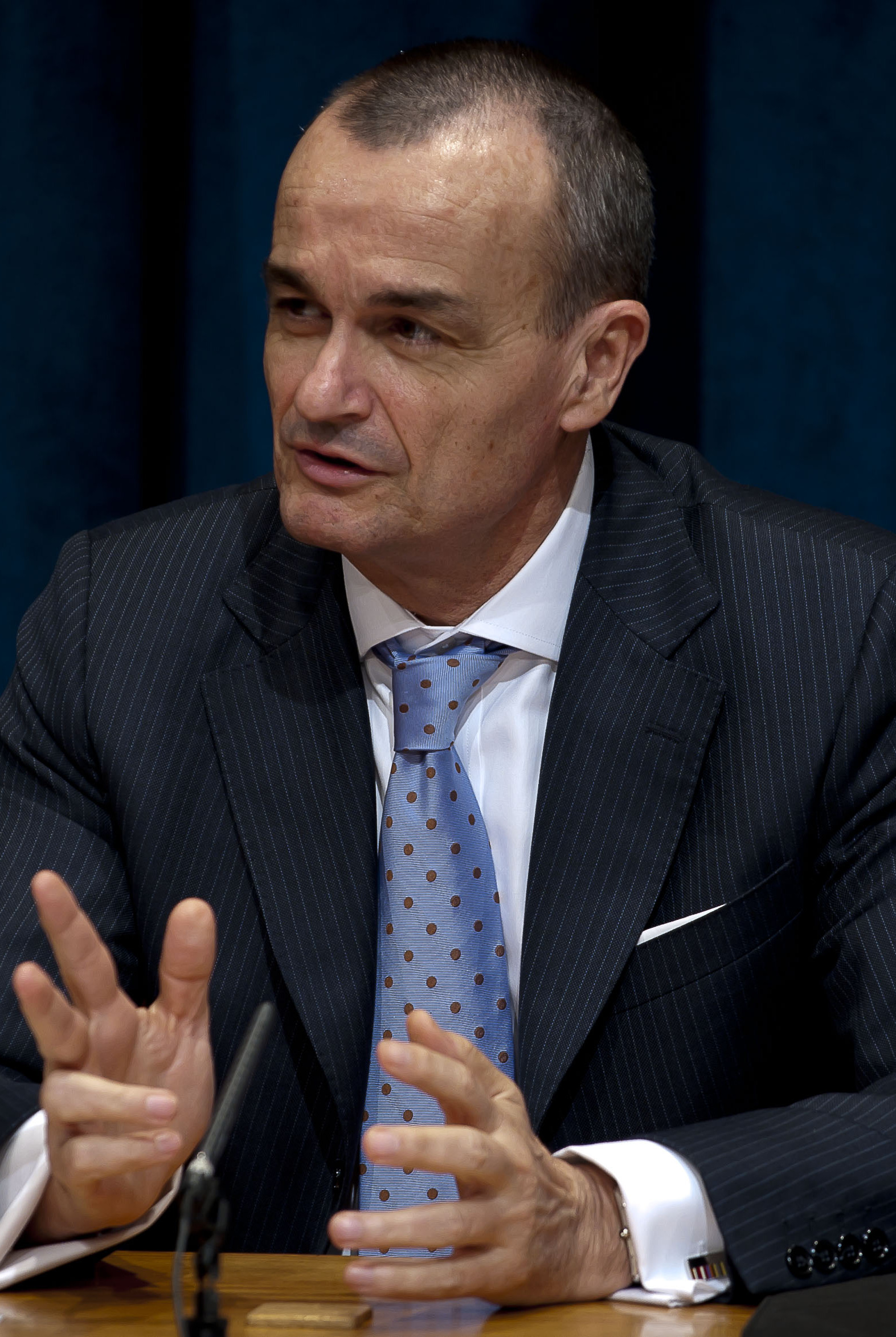
Gerard Araud, exembajador francés en los Estados Unidos: «tendrán que hacerlo oficial, esto es, sabemos la situación, que es un apartheid. Habrá un Estado del apartheid oficial. De hecho, ya lo es».

A comienzos de 2019, un informe remitido al Servicio Europeo de Acción Exterior de la Unión Europea por parte de los embajadores en Jerusalén Este y Ramala de sus 28 países miembro detallaba la "sistemática discriminación legal" que sufren los palestinos en la Cisjordania ocupada. Describieron el sistema legal israelí en esta región palestina como "un régimen dual", puesto que a los palestinos se les aplica la ley marcial (que a su vez supone una mezcla de normas otomanas, británicas, jordanas e israelíes), mientras que a los israelíes se les aplica la legislación civil israelí. Señalan que los palestinos se ven "privados de sus derechos civiles básicos", se enfrentan a "numerosas restricciones a su libertad de movimientos" y destacan que los palestinos juzgados por tribunales militares israelíes tienen un índice de condenas del 99,74 %, mientras que solo el 8 % de los ataques de colonos judíos contra palestinos acaban en procesamientos. Este informe apunta que los palestinos también están discriminados en sus libertades de expresión y reunión, en sus derechos urbanísticos de construcción (solo se concede el 1,5 % de las solicitudes de obras presentadas por palestinos) o el derecho de visita a los presos, entre otros factores.
El exembajador francés en Estados Unidos, Gérard Araud, declaró en abril de 2019 que Israel se enfrenta en Cisjordania a «la dolorosa decisión sobre los palestinos»; dejarlos «completamente apátridas o hacerlos ciudadanos de Israel». A esto añadió que «ellos (los líderes israelíes) no los harán ciudadanos de Israel. Así que tendrán que hacerlo oficial, esto es, sabemos la situación, que es un apartheid. Habrá un Estado apartheid oficial. De hecho, ya lo son». Por su parte, el exministro de Asuntos Exteriores alemán Sigmar Gabriel comentó que la situación que él mismo había observado en Hebrón le «recordaba al apartheid». El candidato demócrata a la presidencia de los Estados Unidos Bernie Sanders publicó un vídeo en el que se le alaba por luchar contra las «condiciones tipo apartheid» en Palestina.
Un grupo de 400 académicos de Estudios Judíos e Israelíes firmó una carta en la que se oponían a la pretendida anexión israelí de parte de Cisjordania porque «crea formalmente (de iure) condiciones de apartheid en Israel y Palestina».

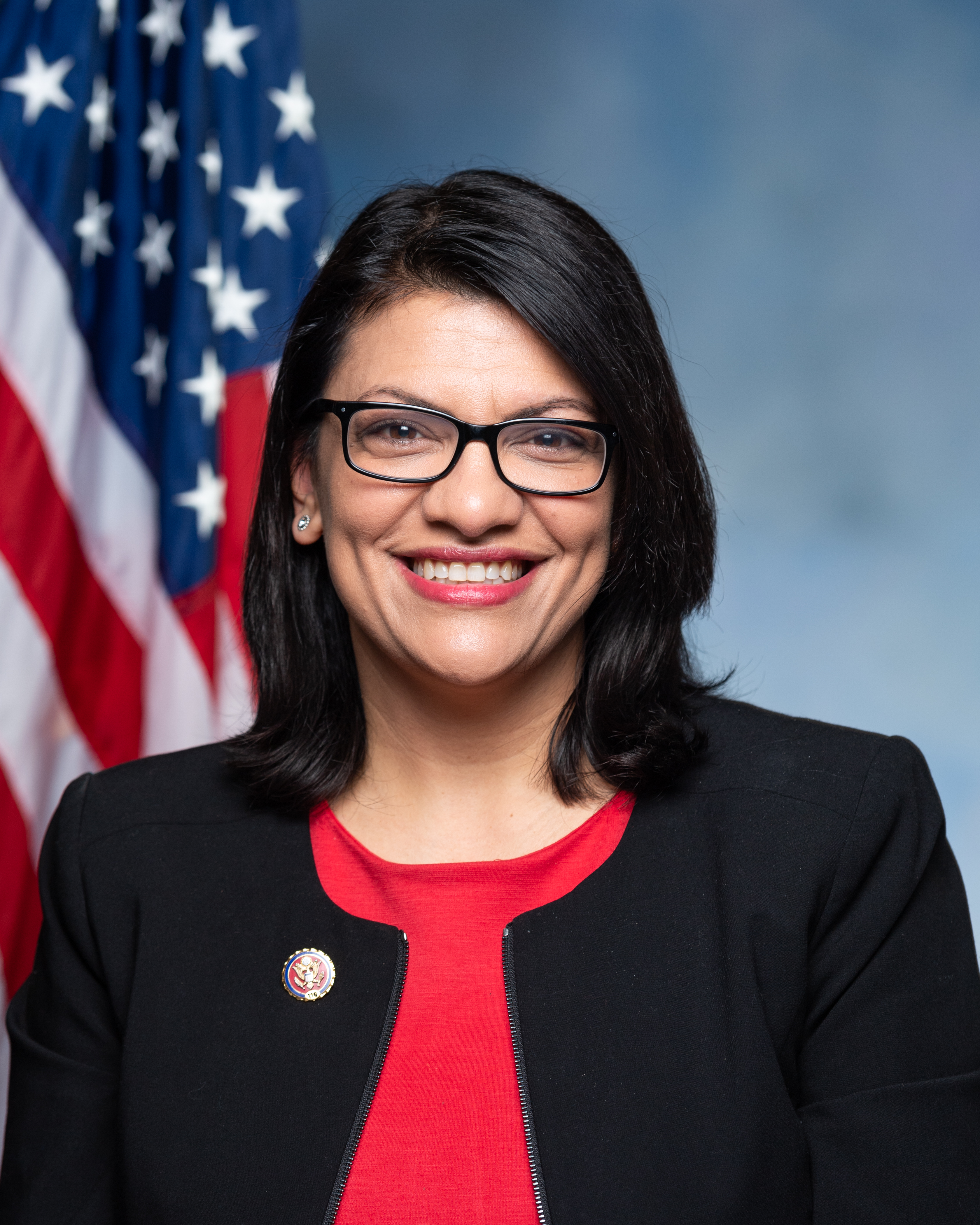
Rashida Tlaib, congresista estadounidense: «escuchad las voces de los palestinos que viven bajo el violento gobierno del apartheid israelí que sigue siendo financiado por nuestro país».

En mayo de 2021, en el contexto del conflicto entre la Franja de Gaza e Israel, varios congresistas estadounidenses denunciaron a Israel como un «Estado del apartheid». En concreto, la congresista por Nueva York Alexandria Ocasio-Cortez, escribió en Twitter «Esto está sucediendo con el apoyo de los Estados Unidos. No me importa la manera en la que cualquier portavoz intente darle la vuelta a esto. Los Estados Unidos han vetado la llamada de las Naciones Unidas a un alto el fuego. Si la administración Biden no puede hacerle frente a un aliado, ¿a quién puede hacerle frente? ¿Cómo pueden afirmar con credibilidad que defienden los derechos humanos? Los Estado del apartheid no son democracias». La congresista por Massachusetts Ayanna Pressley declaró durante un discurso en el Congreso: «La cuestión que está sobre la mesa es: deberían los dólares de nuestros contribuyentes crear las condiciones para la justicia, la recuperación y la reparación, o deberían esos dólares crear las condiciones para la opresión y el apartheid?» Fue también el caso de Rashida Tlaib, congresista por Míchigan, quien escribió en Twitter: «Para todos: escuchad las voces de los palestinos que viven bajo el violento gobierno del apartheid israelí que sigue siendo financiado por nuestro país sin ningún tipo de rendición de cuentas, sin ni siquiera agradecimiento». Cori Bush, congresista por Misuri, declaró en alusión a Israel: «somos anti-guerra, somos anti-ocupación, somos anti-apartheid». También Ilhan Omar, congresista por Minnesota, escribió en Twitter que Israel es un «Estado del apartheid» y que los estadounidenses debían «ayudar a terminar con el apartheid israelí y a liberar Palestina». En ese mismo contexto, el ministro de asuntos exteriores francés, Jean-Yves Le Drian, declaró que los disturbios sucedidos entre israelíes de origen judío y palestino dentro de la propia Israel sucedían «por primera vez y muestran claramente que si en el futuro tenemos cualquier solución que no sea la de los dos Estados, tendríamos los ingredientes de un apartheid duradero». Poco después añadió que «el riesgo de apartheid es alto» si Israel sigue actuando «bajo la lógica de un solo Estado» o si mantiene el statu quo. De hecho, añadió que «incluso el statu quo llevaría a esto», en referencia al apartheid.

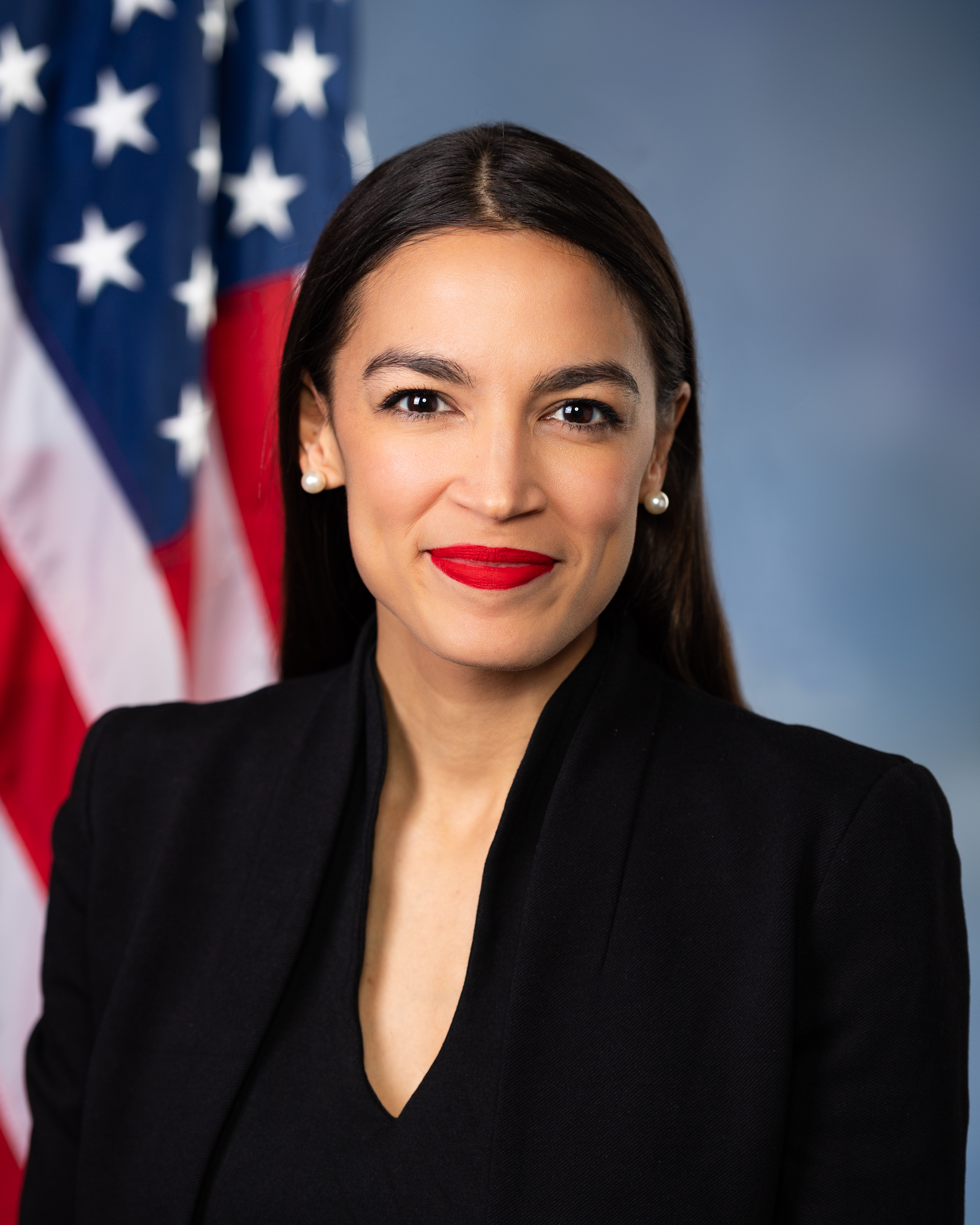
Alexandria Ocasio-Cortez, congresista estadounidense, sobre Israel: «Los Estados del apartheid no son democracias».

En agosto de 2023, el historiadores israelí Omer Bartov —uno de los principales historiadores del mundo en el campo de la investigación del genocidio— fue uno de los más de 1500 académicos y figuras públicas estadounidenses, israelíes, judíos y palestinos que firmaron una carta abierta en la que declaraban que Israel aplicaba «un régimen de apartheid» en los territorios palestinos ocupados y pedían a los grupos judíos estadounidenses que se manifestaran contra la ocupación en Palestina.
A mediados de 2025, cuatro expertos en derecho internacional de las universidades estadounidenses de Yale, Columbia, Boston y Cornell escribieron una carta abierta en The Guardian en la que denunciaron las prácticas del apartheid israelí: «Concluimos que el tratamiento de los palestinos por parte de Israel, que incluye asesinatos en masa, detenciones arbitrarias, tortura y la imposición de un régimen legal que les proporciona un debido proceso muy inferior al que se da a los israelíes que viven en el mismo territorio, alcanza el umbral legal del apartheid tal y como se define en la Convención Internacional de las Naciones Unidas para la Supresión y el Castigo del Crimen del Apartheid de 1973».

### Por la prensa
La cuestión de si Israel es o no un régimen de apartheid, y de si este término se debe aplicar al propio Estado de Israel, a los territorios palestinos ocupados o a ambos espacios, se ha convertido en un tema recurrente en la prensa a nivel mundial. Un estudio de la revista israelí +972 reveló que la palabra «apartheid» relacionada con Israel ha aparecido seis veces en la portada de The New York Times desde 2009, y que cuatro de estas noticias habían sido publicadas en diciembre de 2017. Por ejemplo, Avi Shlaim, historiador israelí y profesor emérito de Relaciones Internacionales por la Universidad de Oxford, afirmó en este periódico que «Netanyahu pasará a la historia como el primer ministro que convirtió oficialmente a Israel en un Estado del apartheid y que enterró sin ceremonias el sueño liberal sionista». El veterano periodista israelí Akiva Eldar afirmó que «en la tierra entre el río Jordán y el mar Mediterráneo se está estableciendo gradualmente un Estado para dos pueblos: ciudadanos de primera clase y ciudadanos de segunda clase. Bajo la supervisión de Netanyahu, el término "estado de apartheid" ha pasado de ser una etiqueta a tener contenido».
Numerosas piezas de opinión y editoriales han aparecido en periódicos y revistas de todo el mundo usando el término «apartheid» para calificar las políticas de Israel en diversos espacios. El corresponsal de El País en Jerusalén, Juan Carlos Sanz, utiliza esta palabra para calificar las políticas discriminatorias denunciadas por un informe de los embajadores y cónsules de los países de la Unión Europea en Palestina, algo que se repite también en un editorial de este diario. Leila Farsakh escribió un artículo en Le Monde Diplomatique estudiando la analogía del apartheid sudafricano y el tratamiento de los palestinos por parte de Israel. De igual manera, dos detallados artículos de Chris McGreal analizaron en The Guardian las similitudes y las diferencias entre ambos regímenes por un lado y la estrecha relación de Israel con la Sudáfrica del apartheid por el otro. La periodista judío-canadiense Naomi Klein ha venido usando el término apartheid para describir las prácticas israelíes en los territorios ocupados desde 2009. El diario israelí Haaretz ha usado la palabra "apartheid" en varios editoriales para calificar políticas israelíes como la separación de carreteras en carriles para israelíes y carriles para palestinos o la Ley Básica del Estado Nación aprobada en 2018, entre otros.

## Voces discrepantes
Dentro de los límites internacionalmente reconocidos de Israel, los árabes musulmanes y cristianos votan y están representados en el parlamento, al igual que los drusos. Según Majalli Wahabi, druso israelí y presidente de Israel durante un breve periodo de tiempo en 2007:

Creo que mi nombramiento es el ejemplo y respuesta a todos aquellos que acusan a Israel de ser un régimen de Apartheid. Este hecho muestra que las minorías tienen los mismos derechos y que formamos parte del gobierno y del parlamento.

Los árabes tienen derecho a estudiar y trabajar en universidades, ser funcionarios gubernamentales y formar parte de seleccionados deportivos.
El juez sudafricano Richard Goldstone, escribiendo en el New York Times en octubre de 2011, dijo que si bien existe un grado de separación entre judíos israelíes y árabes, «en Israel, no hay nada que se aproxime a la definición de apartheid en el Estatuto De Roma de 1998». En cuanto a Cisjordania, Goldstone escribió que la situación «es más compleja, pero tampoco hay intención de mantener un régimen institucionalizado de opresión sistemática y dominación por un grupo racial».
Ian Buruma argumentó en 2002 que, aunque había discriminación social contra los árabes israelíes y que Israel buscaba «el ideal de un Estado racista judío», la analogía con el apartheid sudafricano es «intelectualmente perezosa, moralmente cuestionable e incluso mendaz». Buruma argumentó que los árabes representan el 20 % de la población israelí y que «gozan de pleno derecho de los ciudadanos», agregando que no hay apartheid en el territorio nacional del Estado de Israel.
El 19 de julio de 2023, la Cámara Baja estadounidense aprobó una resolución promovida por August Pfluger, republicano de Texas, que afirmaba que Israel no es un estado ni racista ni de apartheid. Pfluger es apoyado por el lobby pro-israelí AIPAC.